# Storia della Renault
La storia della Renault ebbe origine sul finire del XIX secolo, precisamente alla fine del 1898, e il suo dipanarsi nel corso dei decenni ha fornito anche un ritratto di gran parte della storia industriale della Francia, passando per due guerre mondiali, per la Grande depressione d'inizio anni '30, per la nazionalizzazione del secondo dopoguerra, fino al ritorno come azienda privata cinquant'anni dopo, prima di unirsi in joint-venture con i giapponesi della Nissan e più tardi con i tedeschi della Daimler AG.

## Storia

### Le origini

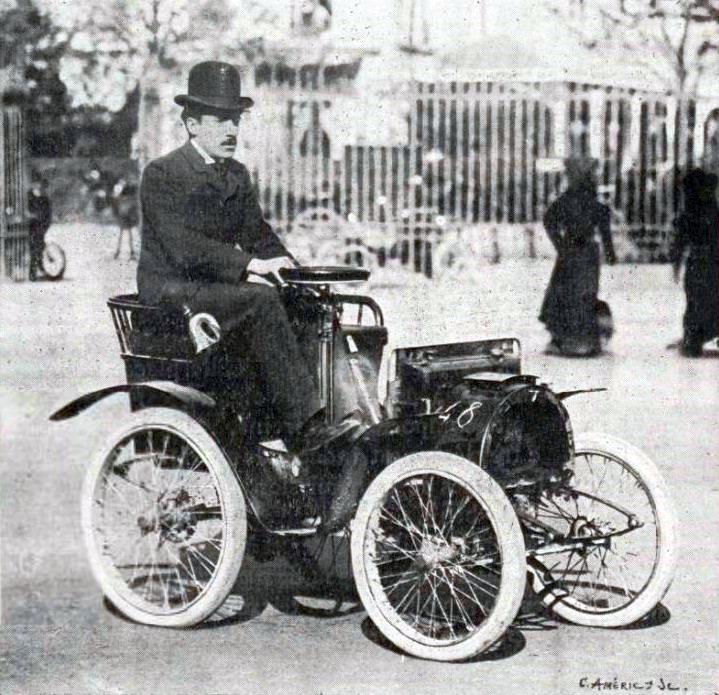
Louis Renault a bordo della sua prima vettura, oggi nota come Type A.

La nascita e il successivo sviluppo della Renault si devono a Louis Renault, ultimo di cinque fratelli e figlio di un commerciante tessile di Parigi ben avviato che seppe dare un buon livello di agiatezza alla propria famiglia. Louis Renault dimostrò fin da ragazzino una scarsa propensione agli studi ma nel contempo un'ottima inclinazione verso la meccanica. Fu così che nell'autunno del 1898, lavorando giorno e notte in un vecchio capannone situato nel cortile di una seconda casa di famiglia sita nella zona di Billancourt (il padre, nel frattempo, era deceduto lasciando in eredità un grande patrimonio immobiliare), riuscì a costruire la sua prima autovettura.
La sera del 24 dicembre, assieme all'amico Edouard Richet, Louis Renault uscì per un giro di collaudo della sua vettura per le vie della capitale. Fra le prove a cui decise di sottoporre la vettura vi fu il percorso della Rue Lepic, una strada di Montmartre in salita con pendenza fino al 13%. Vi riuscì ed essendo la vigilia di Natale, le strade erano piene di gente, per cui Louis Renault non mancò di dare nell'occhio. Non solo, ma alla fine di quella serata riuscì a raccogliere ben 12 ordini per altrettante vetture identiche alla sua. La prima vetturetta di Louis Renault era equipaggiata con un motore De Dion-Bouton e si distinse da subito per la sua trasmissione a presa diretta con giunto cardanico, una vera novità in quel periodo. Per questo motivo, all'inizio del 1899, Louis Renault brevettò tale tipo di trasmissione e diede il via alla produzione delle 12 vetture ordinategli solo poche settimane prima.
Ebbe inizio così l'avventura imprenditoriale di Louis Renault e la storia della sua azienda. Il 27 febbraio 1899 venne registrata la società Renault Frères con un capitale sociale di 60.000 franchi. Come tale denominazione sociale suggerisce, oltre a Louis Renault fecero parte della nuova società anche i due fratelli Marcel e Fernand, che fra l'altro furono gli unici a essere citati nell'atto di fondazione, essendo gli unici a poter partecipare attivamente alle spese di avviamento e alla costituzione del capitale della società. Louis Renault, l'unico a poter fornire un adeguato livello di competenze in materia di meccanica, fu invece il grande escluso. La Renault Frères fu avviata per un periodo di 10 anni con decorrenza retroattiva a partire dal 1º ottobre 1898, perciò fin da quando Louis Renault cominciò a lavorare alla sua prima vetturetta. Per garantire un efficace livello produttivo, furono però necessari un sensibile ingrandimento dell'area produttiva e un maggior numero di collaboratori. Per questo, oltre a Edouard Richet, all'organico della Renault Frères si aggiunsero anche Jacques Boullaire e Charles Serre, due fedelissimi che rimarranno nell'azienda per molto tempo. Quanto all'area produttiva, i fratelli Renault utilizzarono il terreno confinante, sempre facente parte delle proprietà di famiglia.

### I primi anni di attività (1900-10)

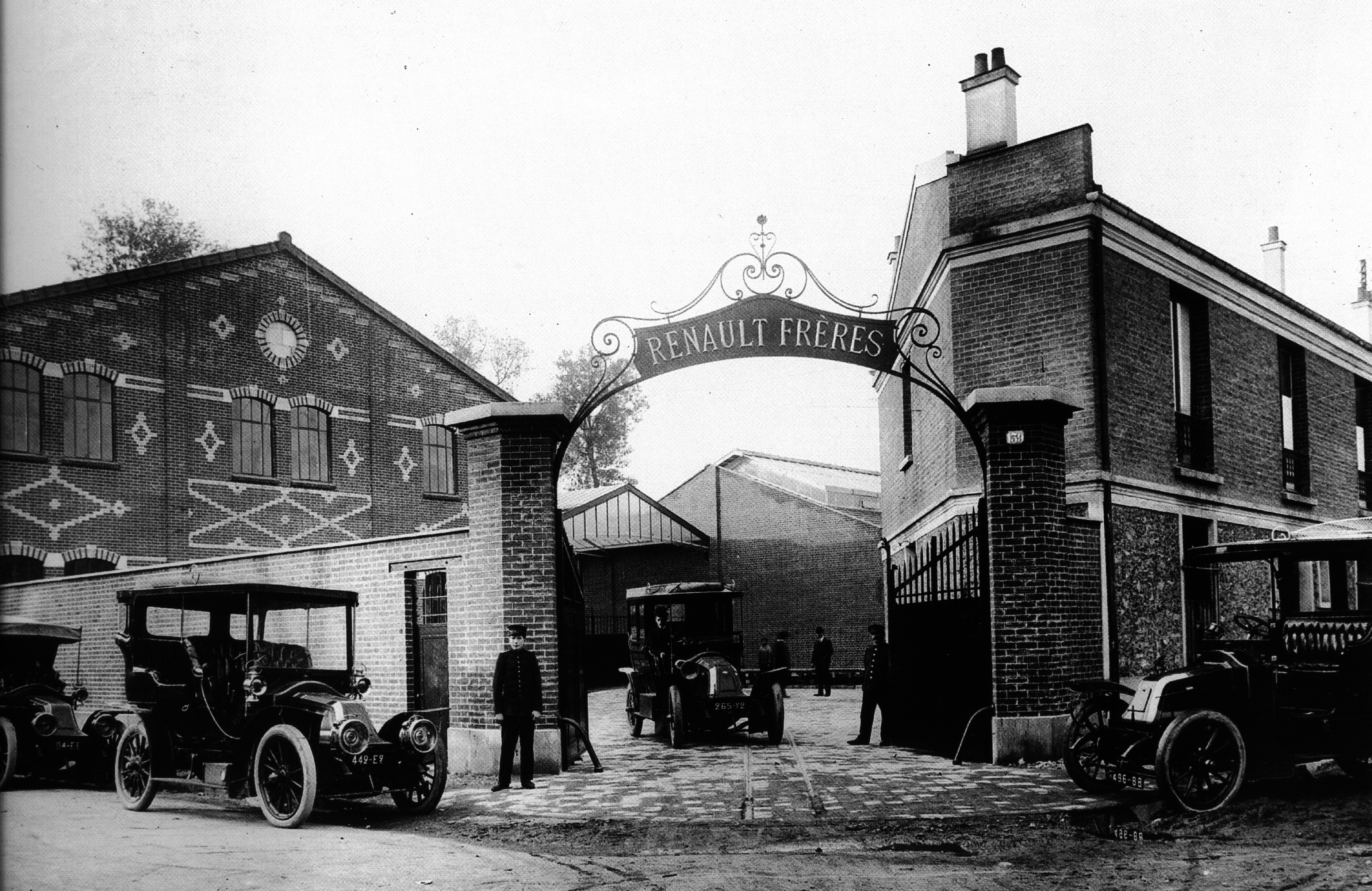
La Renault Frères nei primi anni del XX secolo.

Gli ordini per la vetturetta Renault si moltiplicarono nel corso del 1899 e nell'estate dello stesso anno, il marchio Renault fu tra i partecipanti al secondo Salone di Parigi della storia. E anche qui la vetturetta Renault non mancando di suscitare interesse anche presso altri costruttori molto più affermati, soprattutto per la sua soluzione relativa alla trasmissione. Pochi giorni dopo la chiusura del Salone, la vetturetta venne registrata come Type A e venne iscritta alla sua prima gara, la Parigi-Trouville, disputatasi il 27 agosto 1899 e che vide proprio la vittoria dei fratelli Louis e Marcel Renault a bordo delle rispettive vetture. Ciò diede un notevole impulso agli affari della Renault Frères, che crebbero notevolmente. E proprio l'attività sportiva si rivelò un espediente mediatico eccezionale in quegli anni in cui l'automobile attraversava il suo periodo pionieristico, per questo si continuò a impiegare alcune vetture in campo sportivo. Intanto, mentre la gamma si espanse con l'arrivo della Type B (prima autovettura al mondo con carrozzeria chiusa) e della Type C (versione a 4 posti della Type A), Louis Renault convinse i suoi fratelli a non avvalersi più di motori De Dion-Bouton, ma di produrre motori in proprio. I primi motori di produzione Renault apparvero nel 1902, avevano cilindrate pari a 1720 e 2650 cm3 e andarono a equipaggiare le Renault Type H e Type J, rispettivamente con potenze di 14 e 18 CV. Durante i primi mesi del 1903, la Renault Frères cambiò denominazione sociale in Société des Automobiles Renault et Cie, con Louis Renault che finalmente ebbe una partecipazione societaria alla pari degli altri due fratelli, rivestendo fra l'altro il ruolo di direttore tecnico. Ma il 1903 sarà sempre ricordato come un anno nero per la storia della Casa francese: il 26 maggio, poco dopo la nascita del nuovo assetto societario, Marcel Renault rimase coinvolto in un gravissimo incidente durante la Parigi-Madrid, perdendo la vita poco dopo a causa delle ferite riportate.

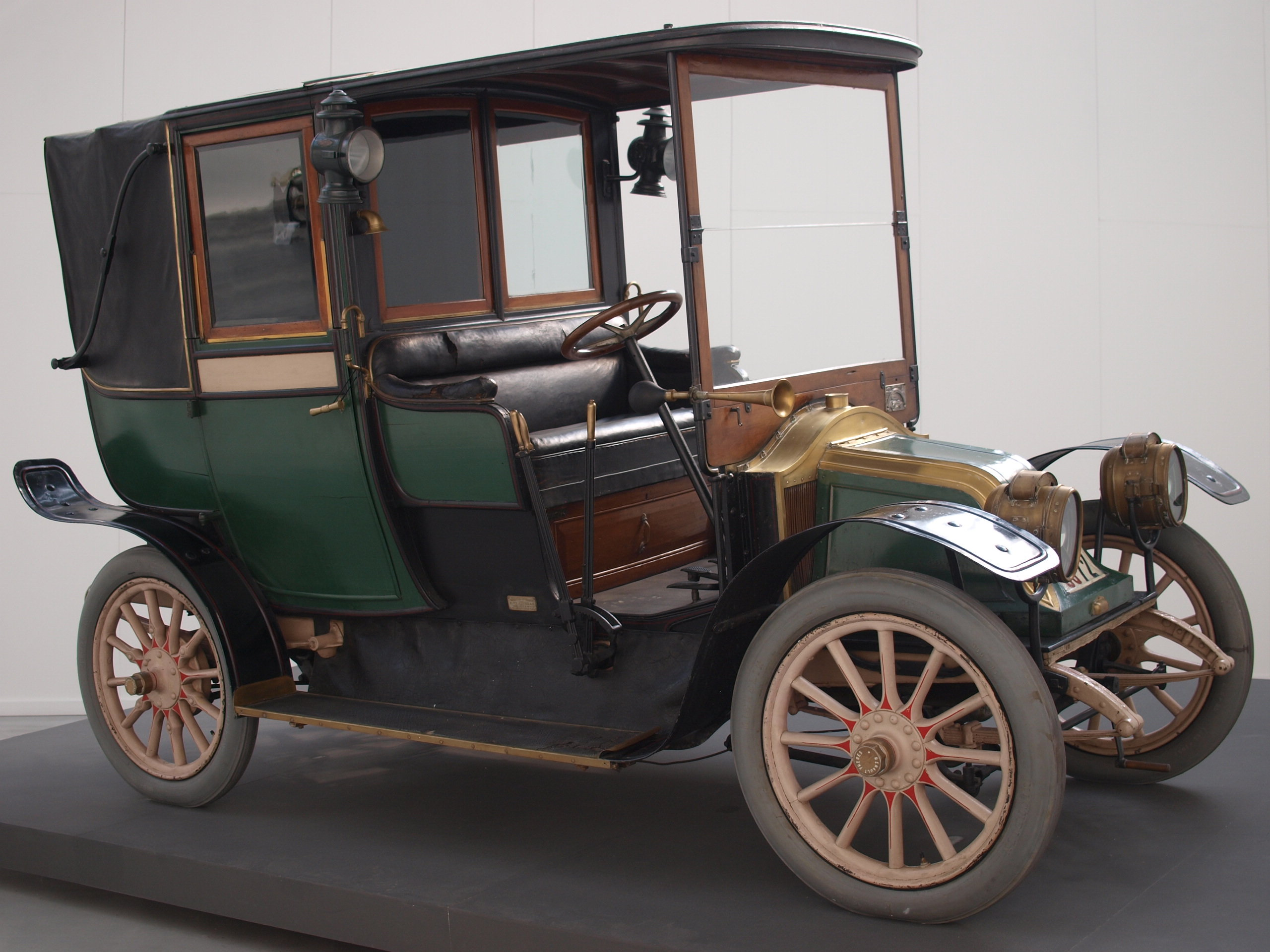
Una Type AG, uno dei modelli di maggior successo nel primo decennio di attività della Renault.

Tornando alla produzione automobilistica, si cominciarono a utilizzare quindi i primi motori Renault: i motori De Dion-Bouton continuarono tuttavia a essere utilizzati ancora per circa un anno su alcuni modelli della gamma, ma già a partire dal 1904 la gamma Renault fu equipaggiata unicamente con motori prodotti in proprio. In quell'anno, venne liquidata l'attività commerciale tessile che in precedenza fu del padre, e il cui ricavato venne reinvestito in campo automobilistico dagli unici due fratelli Renault rimasti, ossia Louis e Fernand. Vale la pena citare un paio di cifre giusto per rendersi conto dell'impennata di vendite che la Renault Frères ebbe già fin dai suoi primi anni di esistenza. Alla fine del 1904 i profitti ammontarono a ben 3,1 milioni di franchi, equivalenti a circa 60 milioni di euro attuali, mentre vennero consegnate 1.020 vetture, pari quasi al totale delle consegne avvenute nel 1902 (453 vetture) e nel 1903 (650 vetture), il tutto a soli 6 anni dalla realizzazione della prima vetturetta nel capanno di casa. Il 1905 vide la gamma Renault divenire più articolata, con modelli da 8 CV, 14 CV e 20 CV. Nello stesso anno venne introdotta la Type AG, prima Renault coperta interamente da brevetto e pensata per una produzione più numerosa e destinata essenzialmente alle flotte di taxi. L'idea avrà successo e si concretizzerà con 2.750 esemplari prodotti fino al 1908. Questi anni furono inoltre caratterizzati dalla spinta verso l'innovazione e per questo Louis Renault brevettò alcune nuove soluzioni, come l'avviamento pneumatico o il motore a monoblocco, ma soprattutto si ebbe l'esordio della prima Renault con motore a 6 cilindri, segnale evidente che la produzione si orientava soprattutto sulle vetture di lusso, le quali già all'epoca garantivano un lauto margine di guadagno. Sempre il 1908 vide un deciso ingrandimento dell'impianto produttivo, la cui estensione salì a ben 46.500 metri quadri. A partire dal 1º ottobre 1908, Fernand Renault abbandonò l'attività per gravi motivi di salute: la diagnosi impietosa fu di cancro al fegato. Fernand Renault morirà meno di quattro mesi dopo, il 22 marzo 1909, lasciando Louis Renault come unico titolare dell'azienda, la quale subirà un nuovo cambio di denominazione sociale divenendo la Renault Automobiles. Nel frattempo, Louis Renault aveva cominciato a manifestare il desiderio di rendersi sempre più indipendente sotto tutti gli aspetti della produzione automobilistica, compresa la produzione di acciaio e la sua successiva lavorazione. A tale scopo acquistò per esempio anche delle fonderie per produrre i componenti necessari alle vetture, emancipandosi quindi dalla dipendenza da qualsiasi fornitore esterno. In questo modo, alla nascita della Renault Automobiles l'unico patron della Casa francese instaurò un regime autarchico, patriarcale, che ebbe modo di forgiare già durante la crisi economica occorsa alla fine del primo decennio del XX secolo, quando si verificarono i primi scioperi anche presso la Renault.

### Verso la Prima Guerra Mondiale (1910-18)

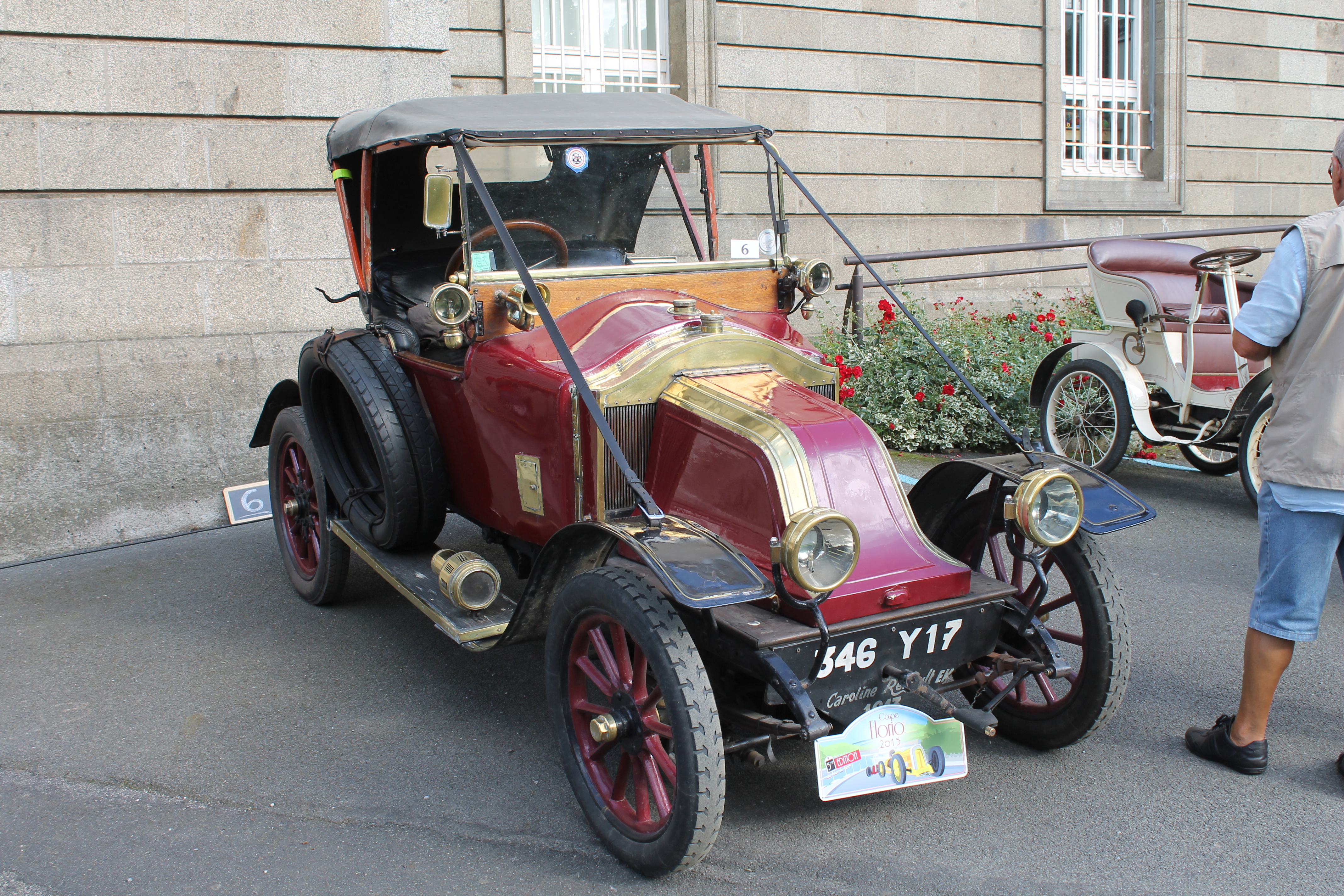
Una Type EK, modello di base della gamma Renault negli anni immediatamente precedenti la Prima Guerra Mondiale.

All'inizio del 1910 la produzione ebbe un'improvvisa e temporanea battuta di arresto a causa dell'esondazione della Senna avvenuta il 22 gennaio. Da tale data fino al 2 febbraio, la produzione venne arrestata per ripristinare i locali dello stabilimento e per riportare l'impianto alle proprie funzionalità. Nonostante tale battuta di arresto, alla fine del 1910 vennero consegnate 5.859 vetture, 752 in più rispetto all'anno precedente. La fine di quell'anno vide anche l'arrivo della Type CG, primo modello appartenente alla famiglia delle Renault 40 CV, ancora con motore a 6 cilindri, ma con cilindrata di ben 7,5 litri. La gamma Renault comprendeva comunque anche modelli più accessibili, come la Type EK e la Type AG-1, evoluzione della Type AG. Entrambi questi modelli montavano un motore da 1,2 litri. Sempre nel 1910, Louis Renault intraprese un viaggio negli Stati Uniti allo scopo di carpire i segreti relativi alle teorie tayloristiche e alla produzione mediante catena di montaggio applicata nello stabilimento Ford di Dearborn. La Renault fu una delle prime aziende in Francia ad adottare tali princìpi, anche se non nella maniera più fedele alle teorie di Taylor. Infatti, se tali teorie erano volte alla realizzazione di un'organizzazione scientifica del lavoro che ottimizzasse tempi e risultati, Louis Renault decise di indirizzare tale sistema solo all'ottimizzazione dei tempi, pertanto tutte le mansioni vennero scrupolosamente cronometrate, dando luogo in breve tempo a un clima di tensione che sarebbe sfociato nel 1912 in altri scioperi protrattisti fino all'anno seguente. All'inizio del 1914 lo stabilimento di Billancourt si estese su una superficie di 143.600 metri quadri e poteva contare su 4.400 dipendenti, con una capacità produttiva superiore a cinquemila vetture l'anno. Non solo, ma ormai la Renault poteva contare anche su filiali aperte negli Stati Uniti, in Gran Bretagna, in Ungheria e in Russia.

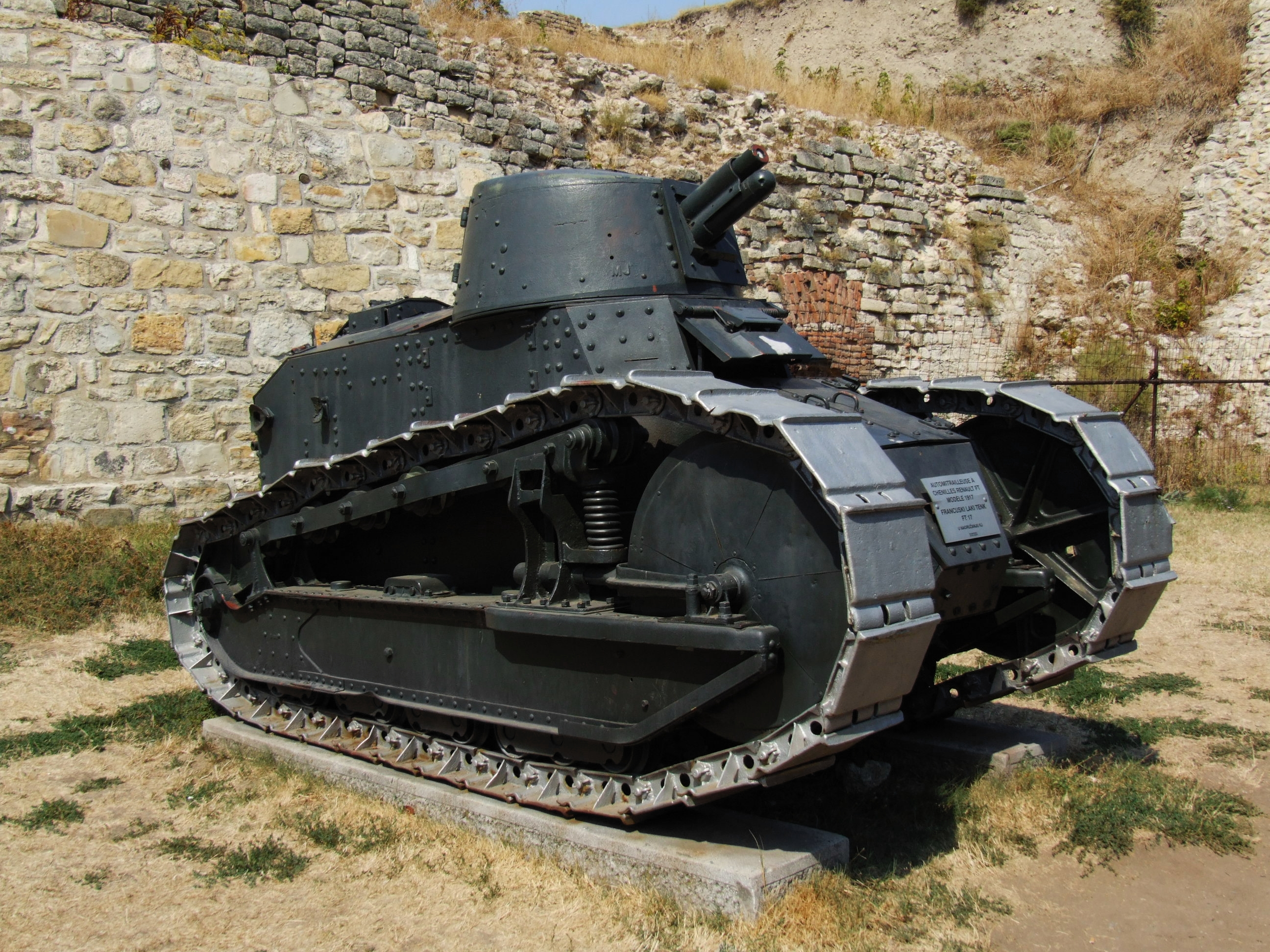
Un carro armato FT, che diede un impulso decisivo alla vittoria della Francia nella Prima Guerra Mondiale.

Lo scoppio della prima guerra mondiale provocò uno scossone enorme nei normali ritmi quotidiani della Casa di Billancourt: nei due mesi compresi tra il 1º agosto e la fine del settembre 1914, lo stabilimento rimase addirittura chiuso. Alla sua riapertura, dei 4.500 operai presenti fino al precedente mese di giugno, ne rimasero solo 200. Gli altri furono tutti chiamati alle armi e molti di essi non sarebbero più tornati a casa. La produzione a quel punto comprese quella automobilistica, costituita quasi per intero dalla gamma precedente all'avvento del conflitto, ma con allestimenti specifici richiesti dal governo francese, quella di veicoli militari armati e quella di motori aeronautici. Due furono gli episodi bellici di grande rilievo che videro come protagonista la Renault, uno all'inizio del conflitto e uno verso le fasi finali. Il primo episodio coinvolse in realtà la Renault solo indirettamente, in quanto non richiese particolari prestazioni produttive da parte dello stabilimento di Billancourt, ma vide invece il governo francese requisire 1.300 taxi Type AG-1 allo scopo di condurre 6.000 soldati verso la periferia orientale di Parigi, presso il fiume Marna, dove l'esercito tedesco stava ormai premendo verso la capitale. Tale operazione, anche se non descritta dalle fonti storiche come risolutiva per la vittoria anglo-francese sui tedeschi, acquisì in ogni caso un grande valore simbolico e presso l'immaginario collettivo, la Type AG divenne in ogni caso la vettura che permise di vincere la famosa battaglia della Marna. Il secondo episodio, invece, vide la presenza attiva della Renault: nel 1917 la situazione stava diventando estremamente problematica: i mezzi militari francesi stavano cadendo sotto i colpi dell'esercito tedesco: oltre ai numerosi caduti in battaglia, non si contarono neppure i numerosi mezzi fuori uso. Fu a questo punto che Louis Renault ideò e realizzò un nuovo tipo di carro armato leggero di piccole dimensioni ma agile e robusto. I primi test del veicolo furono condotti da Louis Renault in persona sotto gli occhi scettici dello Stato maggiore francese, che però alla fine rimase soddisfatto e ne ordinò la produzione in serie. Tale veicolo, denominato Renault FT, ebbe un ruolo decisivo nel rovesciamento degli esiti della guerra a favore della Francia e degli eserciti a essa alleati.

### Dal primo dopoguerra alla Grande Depressione (1919-29)

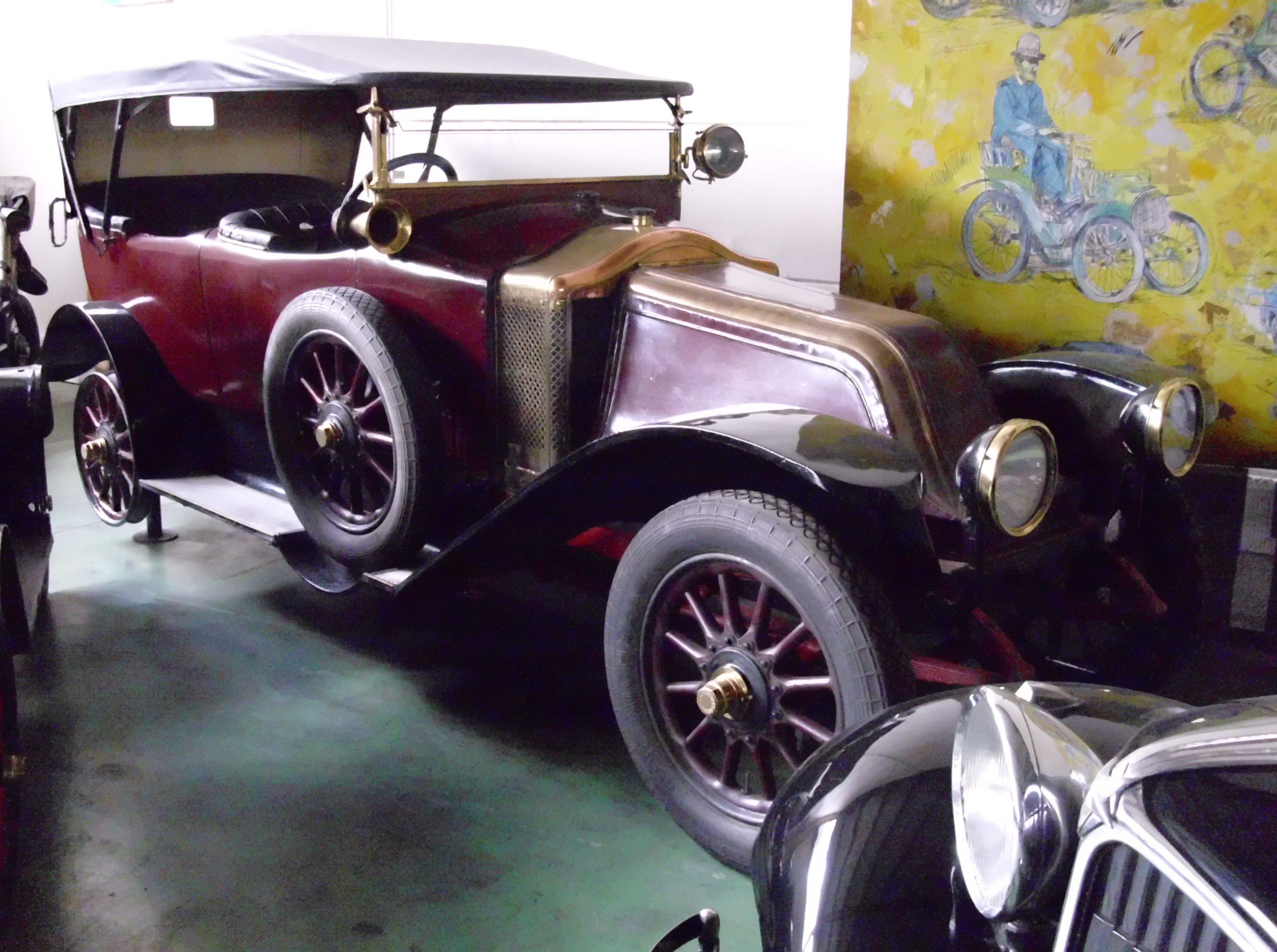
Una Renault Type HG, uno dei primi modelli del primo dopoguerra.

L'11 novembre 1918, l'armistizio di Compiègne pose fine alla Prima Guerra Mondiale: l'intero apparato industriale francese si trovò alle prese con una situazione economica tutt'altro che rosea, vista l'inflazione galoppante che tagliava rapidamente valore ai risparmi di chiunque, dal piccolo artigiano al grande industriale. Tale fenomeno fece sentire i suoi effetti in particolare nell'industria automobilistica, che si trovò in difficoltà nelle proprie operazioni di riconversione alla produzione civile per via dei costi sempre più alti e anche a causa della penuria di materie prime. Molti furono i costruttori in serie difficoltà, tra cui la Peugeot, solo per citarne uno dei più illustri. Alla Renault si ripartì in tempi molto brevi e ci si riorganizzò in maniera assai rapida per riprendere la normale produzione automobilistica. Tuttavia, anche qui una conversione completa alla produzione civile si ebbe in tempi più lunghi, tanto che non pochi furono coloro che cominciarono a dubitare del futuro della Casa di Billancourt. Ma il patron Louis Renault tranquillizzò la potenziale clientela e dichiarò pubblicamente che la produzione sarebbe ripresa in tempi rapidi secondo la medesima filosofia che aveva consolidato la reputazione della Renault negli anni precedenti il conflitto. Il 1º gennaio del 1919 venne fissata una gamma di massima sulla base delle potenzialità industriali dello stabilimento di Billancourt appena uscito dal conflitto. Inizialmente quattro furono i motori proposti dalla Renault: un effimero bicilindrico da 1,2 litri, un 4 cilindri da 2,8 litri, un altro 4 cilindri da 4,5 litri e un 6 cilindri da 7,5 litri. Il 1919 coincise anche con la nascita di quella che durante tutti gli anni venti e buona parte degli anni trenta del XX secolo si impose come la principale rivale della Renault, ossia la Citroën. Fu infatti proprio nel 1919 che la Casa del "double chevron", distante pochissimi chilometri dalla fabbrica di Billancourt (precisamente a quai de Javel), nella zona occidentale di Parigi, decise di assestare uno scrollone non indifferente all'intera industria automobilistica europea, e lo fece lanciando la Type A, una vettura popolare prodotta peraltro mediante catena di montaggio e quindi con costi assolutamente concorrenziali che costrinsero tutte le altre Case francesi ad adeguarsi di conseguenza, pena l'uscita dal mercato. La Renault, che nei primissimi mesi del 1919 propose la già citata motorizzazione 1,2 bicilindrica, dovette adeguarsi poiché tale motorizzazione sarebbe risultata ormai anacronistica rispetto al nuovo propulsore Citroën. Fu così che nell'estate del 1919 venne lanciato il primo nuovo modello Renault dalla fine della Prima Guerra Mondiale, ossia la Type GS, un modello che per la verità non andò a porsi come concorrente della Type A poiché montava un motore di cilindrata sensibilmente più elevata, da 2,1 litri. Evidentemente Louis Renault, da sempre refrattario all'idea di un'auto veramente popolare, continuò a non credere in tale concetto e continuò a proporre vetture che se non considerabili strettamente di lusso, andavano comunque a rappresentare la Casa di Billancourt nel segmento delle auto di fascia alta. Tale tendenza sembrò venir ribadita dal patron della Renault anche nel 1920, quando al vertice della gamma venne introdotta la Type HF, ennesima variazione sul tema 40CV nella quale la cilindrata crebbe da 7,5 a ben 9,1 litri. Inizialmente i numeri parvero dare ragione a Louis Renault: se alla fine del 1919 la produzione fu limitata a sole 2.456 vetture, esattamente un anno dopo si raggiunse quota 10.700, più del quadruplo dell'anno precedente. Evidentemente la Renault era ancora vista come uno dei marchi di maggior prestigio e in molti si recavano a Billancourt per staccare assegni assai cospicui.
Eppure le esigenze del mercato stavano rapidamente evolvendo: l'automobile stava rapidamente venendo percepita anche come un mezzo necessario anche per ceti di estrazione meno abbiente dei soliti nobili, capitani di industria o luminari della medicina. Oltretutto, delle vetture che garantissero più alti volumi di vendita avrebbero potuto significare maggiori entrate, un maggior livello di occupazione e un miglioramento generale dell'economia. Per questo, proprio nella prima metà degli anni '20 del XX secolo cominciarono a diffondersi le cosiddette cyclecars, vetturette dagli allestimenti essenziali che già erano presenti anche nella produzione automobilistica pre-bellica, sebbene in ben minor proporzioni. Tale tendenza rimarrà sempre agli opposti della visione di Louis Renault, ma lo scossone di fine 1921, con la produzione dimezzata (5.500 vetture) rispetto all'anno prima cominciò a far vacillare le convinzioni dell'imprenditore parigino. Per questo, mentre nel 1922 la Francia uscì progressivamente dalla crisi economica in cui era piombata, Louis Renault fece installare nella sua fabbrica una prima linea di montaggio, ben più sommaria rispetto a quelle utilizzate dalla Ford e molto meno collaudate rispetto a quelle dell'antagonista Citroën. Questo fu un chiaro sintomo del fatto che ormai si era consapevoli che alla Renault si doveva in qualche modo cambiare registro e indirizzare la produzione verso metodologie più moderne che avrebbero consentito a lungo termine un ritorno in termini di margini di guadagno. Altro fatto importante riguardante la Renault fu che il 17 marzo 1922 essa divenne una società per azioni, mutando la propria denominazione sociale in Société Anonyme des Usines Renault (SAUR), ma sempre con Louis Renault a detenere ben l'81% del pacchetto azionario, a sottolineare la natura patriarcale dell'azienda. I risultati in termini economici non arrivarono subito, anzi: il 1922 si chiuse con un deprimente risultato, poco più di 1.700 vetture prodotte.

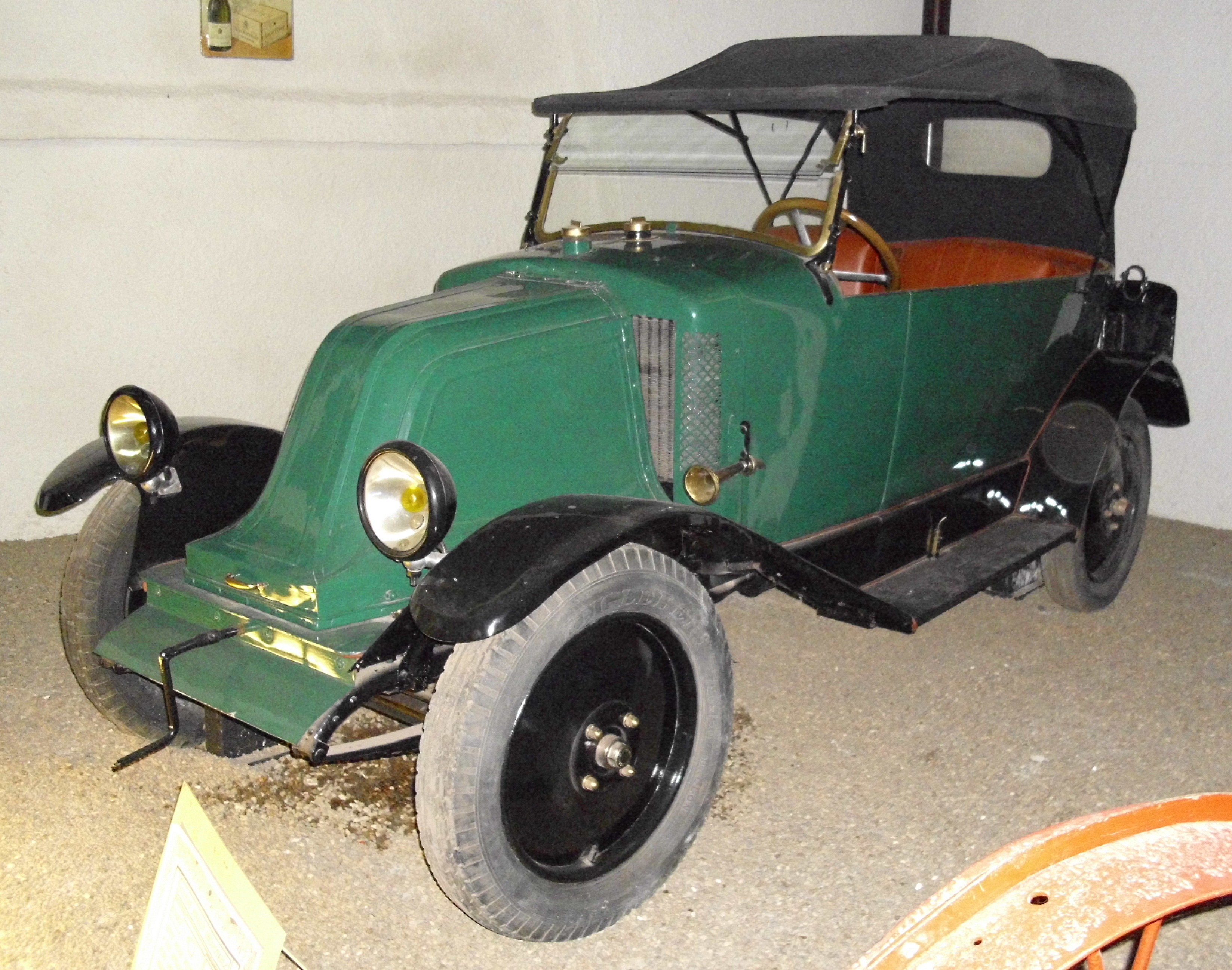
Una Type KJ, il modello che rilanciò la produzione Renault nei primi anni '20 del XX secolo.

Ma la svolta fu alle porte, perché già al Salone di Parigi del 1922 la Renault presentò un modello inedito, la Type KJ, prima vera utilitaria di Casa Renault, caratterizzata dal piccolo motore a 4 cilindri da appena 951 cm3. Essendo arrivata sul mercato solo alla fine del 1922, la Type KJ non riuscì a smorzare la caduta libera delle vendite per quell'anno, ma già nel 1923 le cose cambiarono, specialmente per via del fatto che la gamma della piccola vettura si sdoppiò con l'arrivo della Type KJ1, la quale divenne la vera best seller della gamma assieme alla Type KZ di fascia più alta, con la quale però vennero condivise diverse componenti a livello di telaio. La Type KJ fu tra l'altro la prima Renault a rivaleggiare alla pari con un modello Citroën, ossia la Type C, con motore da 0,85 litri. Grazie all'arrivo di questi modelli Renault (Type KJ e Type KJ1), la produzione alla fine del 1923 si impennò a ben 17.325 vetture, circa dieci volte l'anno prima. La catena di montaggio e la presenza di vetture accessibili all'interno della gamma fecero sentire i loro effetti. Il 1923 fu anche l'anno in cui esordì il nuovo logo Renault, di forma tonda, l'ultimo prima dell'arrivo della "losanga" ancor oggi ben conosciuta. Anche il 1924 fu un anno significativo per la Casa francese: uno dei principali avvenimenti fu l'acquisto della quasi totalità dei terreni dell'Île Seguin, un'isola posta sul letto della Senna, della superficie di oltre 115.000 metri quadri, e sulla quale Louis Renault intendeva erigere un nuovo stabilimento di grandi proporzioni con cui incrementare la produzione grazie all'installazione di nuove linee di montaggio. Oltretutto, l'Île Seguin si trovava proprio di fronte all'impianto di Billancourt, per cui sarebbe bastato costruire un ponte per collegare fisicamente i due stabilimenti e renderli un tutt'uno. Tale operazione, oltre agli scopi appena descritti, voleva rimarcare ulteriormente la potenza della Casa di Billancourt nei confronti della Citroën, a testimonianza della rivalità fra le due Case in quegli anni. Ma la Renault non poté non trovare ancora una volta ispirazione dalla Casa del "double chevron": uno dei fattori del successo della Citroën fu senz'altro legato all'istituzione, da parte di André Citroën, di una società finanziaria, con cui i potenziali acquirenti avrebbero potuto pagare a rate la loro nuova vettura. Tale società, presente fin dai primissimi mesi di attività della Citroën, finì per convincere anche Louis Renault, il quale fondò la DIAC (Diffusion Industrielle et Automobile par le Crédit), anch'essa una società finanziaria nata con il medesimo obiettivo. Il rinnovato successo commerciale delle vetture Renault si ripercosse ancora una volta nel settore del trasporto pubblico, pertanto molte furono le vetture (essenzialmente della Type KZ) vendute a compagnie di taxi, anche se proprio in quel periodo cominciarono a essere costruiti anche degli autobus a marchio Renault, che vennero apprezzati tanto in Francia quanto nel vicino Belgio. Decisamente, l'antagonista Citroën divenne anche una musa ispiratrice per la Renault.

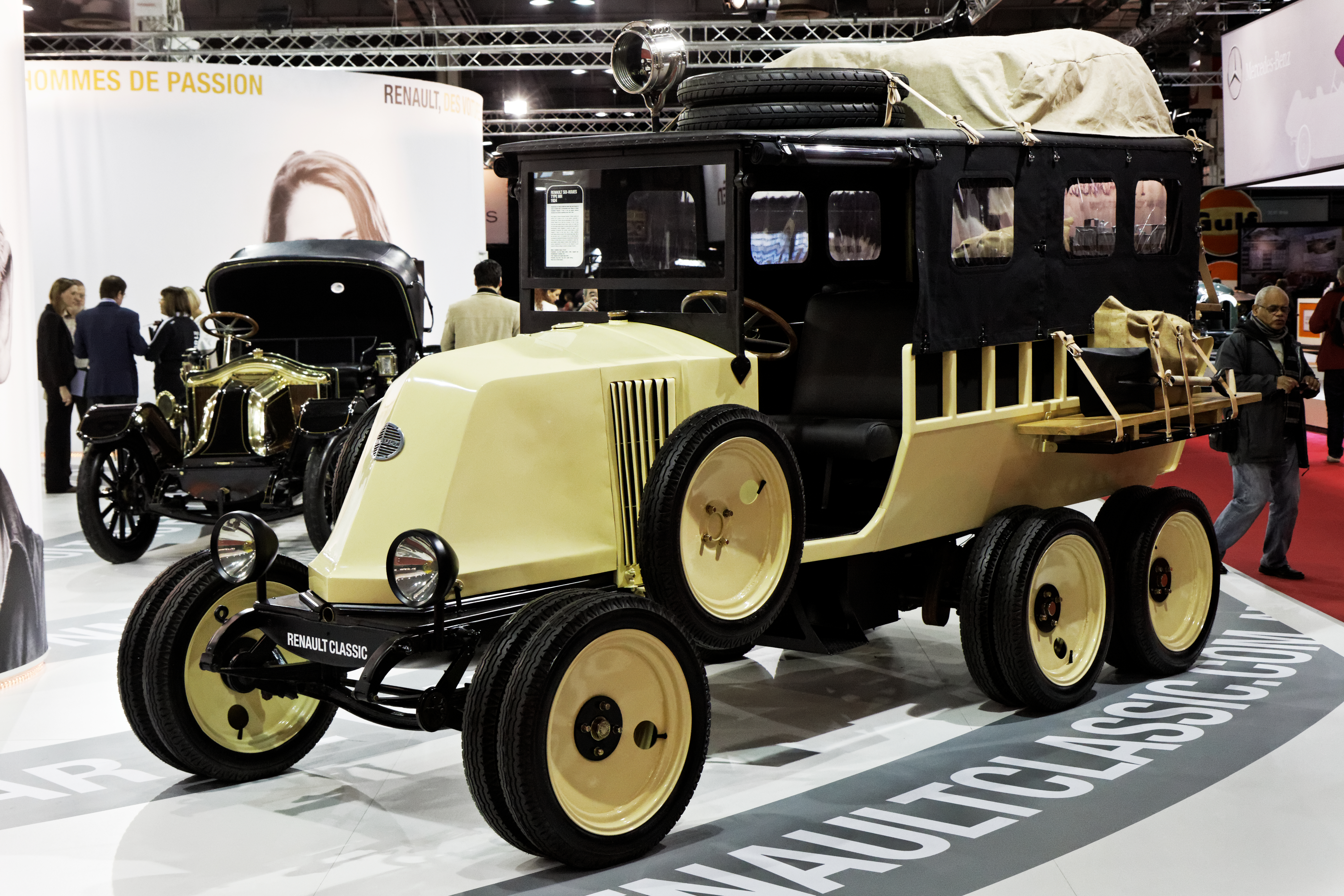
Una Renault Type MH a tre assi, utilizzata per la traversata africana svoltasi tra il 1924 e il 1925.

Tale aspetto fu evidente anche nel 1925, anno in cui la rivalità fra le due Case si accese anche per quanto riguarda l'affascinante epopea delle grandi traversate transcontinentali. Infatti, uno dei mezzi con i quali la Casa del "double chevron" intendeva rimarcare l'affidabilità delle proprie vetture fu quello di effettuare delle vere e proprie traversate nei luoghi più impervi del pianeta. Il primo fu la traversata del Sahara, avvenuta nel 1922, seguita dalla traversata dell'intero continente africano avvenuta fra l'ottobre 1924 e il giugno 1925. Quasi nello stesso periodo, ma sfalsato di un mese (a novembre), Louis Renault schierò una vettura a tre assi alla partenza della sua traversata africana. Nel 1925 il logo Renault cambiò nuovamente per assumere la definitiva forma a losanga utilizzata ancor oggi, sebbene in uno stile completamente differente, mentre Louis Renault acquistò un capannone situato nel paese di Haren, in Belgio. Inizialmente concepito come centro di distribuzione, negli anni seguenti evolverà fino a divenire, dieci anni dopo, un vero e proprio stabilimento per la produzione di vetture. Il 1926 fu caratterizzato dall'assenza del Salone di Parigi, ragion per cui alla Renault non vi furono grosse novità, anche se la produzione e le vendite continuarono a crescere sensibilmente (28.940 vetture nel 1925 e 37.317 nel 1926). Il 1927 vide invece una battuta di arresto con 33.719 vetture, ma si trattò solo di un fenomeno temporaneo. Nello stesso anno cominciò un processo di rivoluzione nei criteri di denominazione commerciale delle vetture Renault. Le sigle a due lettere alfabetiche utilizzate fino a quel momento, cominciarono a cedere il passo a denominazioni fantasiose che celavano però alcune delle caratteristiche di ognuno dei modelli che l'adottava. Così, ad esempio, la Type PG prodotta fino a quel momento con motore a 6 cilindri da 3,2 litri, venne ribattezzata Vivasix, dove la parola "six" stava a significare il frazionamento del motore, mentre "viva" fu un nome di fantasia che di per sé non significava nulla, ma che di fatto indicava la fascia di mercato a cui la vettura era destinata. Analogamente, la Monasix montava anch'essa un motore a 6 cilindri, ma la parola "mona" la relegava a un rango inferiore, come peraltro accadrà anche ai modelli Monaquatre e Vivaquatre, entrambi con motore a 4 cilindri. Le sigle a due lettere, che di lì a non molti anni sarebbero divenute anche a tre lettere, vennero tuttavia ancora utilizzate come sigle di progetto dagli addetti ai lavori. Negli anni seguenti, tale tendenza verrà accentuata con l'arrivo della maestosa Reinahuit, destinata a soppiantare la vetusta famiglia delle 40CV e di lì a poco ribattezzata Reinastella, dove la parola "stella" avrebbe designato da lì in poi un allestimento particolarmente lussuoso. Per questo, sul finire del decennio, anche la Vivasix verrà proposta in versione Vivastella. Non solo, ma per sostituire l'anziana Type PZ con motore da 4,8 litri, nel 1929 venne introdotta la Nervastella, con motore a 8 cilindri come la Reinastella, ma con cilindrata ridotta da 7,1 a 4,2 litri. Il 28 novembre del 1928 vi fu l'inaugurazione del nuovo stabilimento dell'Île Seguin, alla quale Louis Renault invitò un centinaio di giornalisti per dare il massimo peso mediatico possibile e scagliare un'altra frecciata alla rivale di quai de Javel. La produzione alla fine di quell'anno raggiunse 46.064 vetture prodotte, il che fece ben sperare nel futuro, anche vista la presenza e le potenzialità del nuovo stabilimento Renault. Ma neppure un anno dopo, nell'ottobre del 1929, si verificò l'inevitabile: il crollo della borsa di Wall Street i cui effetti a partire dall'anno seguente si sarebbero diffusi a macchia d'olio su tutto il pianeta.

### Dalla Grande Depressione alla vigilia della Seconda Guerra Mondiale (1930-39)

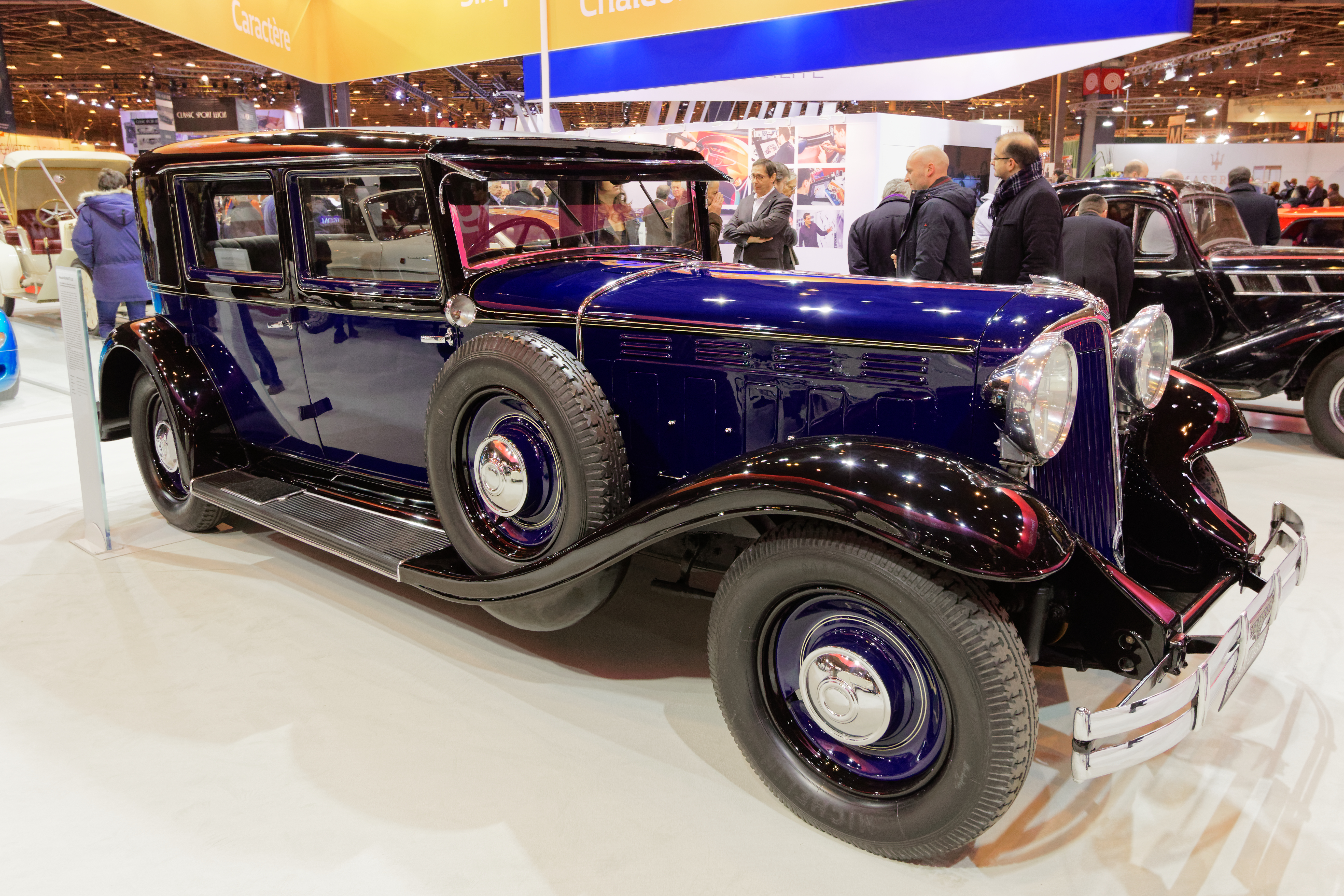
Una Reinastella del 1931, versione di punta della gamma Renault durante i primi anni '30.

A proposito delle ripercussioni in Francia della crisi economica dei primi anni trenta del XX secolo, le fonti sono discordi circa il periodo in cui esse arrivarono anche nel Paese transalpino. Alcuni storici ritengono che essa cominciò a far sentire i suoi effetti solo a partire dalla seconda metà del 1931, mentre altri sostengono che già nel secondo trimestre 1930 tali ripercussioni stavano già lasciando la loro impronta nel tessuto industriale francese. Ma in generale, tutti sono concordi nell'affermare che molte delle sue conseguenze negative si sarebbero fatte sentire anche nei tardi anni '30, come ad esempio le esportazioni, che nel 1936 presso la Renault risultarono dimezzate rispetto al 1929. In effetti, limitandoci alla sola storia della Renault si può osservare come i dati relativi alla produzione di autovetture fossero altalenanti già a partire dal 1930, anno in cui la produzione crollò dalle oltre 42.000 unità del 1929 ad appena 31.262 unità. Nei due anni seguenti, poi, la produzione si stabilizzò a circa 33.700 autovetture. Il 4 maggio del 1931 un nuovo personaggio entrò nell'organico Renault, vale a dire André Léfèbvre, un personaggio formatosi alla Voisin, e pertanto con in testa numerose idee assai originali per non dire rivoluzionarie. Tale personalità fuori dal coro, inserita come capo progettista, finì per scontrarsi con il conservatorismo di Louis Renault e di altri suo collaboratori. Per questo, dopo neppure due anni di militanza presso la Casa di Billancourt, Léfèbvre passò alla Citroën, molto più ben disposta ad accogliere le sue idee. La rivalità tra le due Case si manifestò anche in questi episodi minori, ma soprattutto in come esse riuscivano a fronteggiare gli anni di crisi economica. La Renault soffrì rispetto alla rivale le minori esportazioni, soprattutto a causa del protezionismo messo in atto dai mercati esteri allo scopo di favorire l'economia interna. Sebbene Stati Uniti e Regno Unito rappresentassero i due più redditizi mercati esteri per la Renault, quest'ultima non riuscì a smerciare oltreconfine più del 25% della sua produzione, mentre alla Citroën si raggiunse tranquillamente il 50% grazie ai prezzi concorrenziali con cui la Casa di quai de Javel si è sempre distinta, che in qualche modo riuscivano a sopperire ai dazi messi in atto dagli altri mercati. La Citroën si rivelò tanto più preoccupante per la Renault se si considera che ormai essa poteva contare sul nuovo stabilimento dell'Île Seguin, ma il cui apporto in quegli anni di crisi apparve a prima vista insignificante. Per questo si lavorò per migliorare e rendere più omogenea una gamma a tratti incompleta, in modo da tentare la scalata a quella parte di clientela francese che fino a quel momento aveva preferito orientarsi su altri marchi: fra il 1931 e il 1932 vennero introdotte la Primaquatre, la Primastella, la Monaquatre e la Vivaquatre. Si trattava di vetture nate da incroci di modelli preesistenti. E così, nel 1932, la gamma della Renault risultò composta da sette modelli:

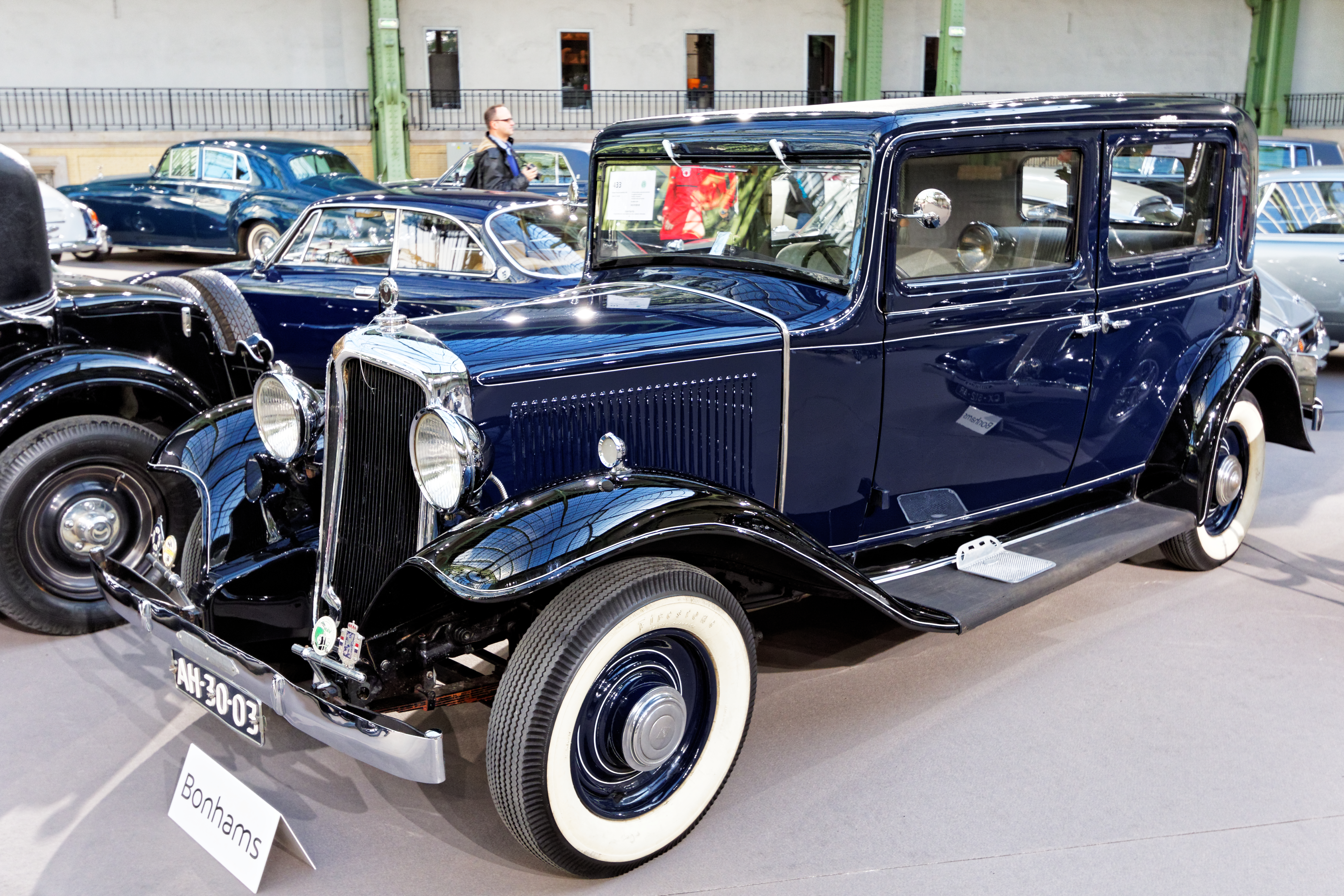
Una Vivaquatre del 1932.

- Monaquatre: il modello di base della gamma, proprio in quel 1932 evolse aumentando la propria cilindrata da 1,3 a 1,5 litri;
- Monasix: modello con motore da 1,5 litri ormai in fase pensionamento per essere sostituito proprio dalla Monaquatre con motore di analoga cubatura;
- Primaquatre: modello compatto con carrozzeria della Monasix e motore da 2,1 litri derivato da quello della KZ ormai anch'essa fuori listino;
- Vivaquatre: versione allungata della Primaquatre della quale venne conservato il motore;
- Vivasix: modello di fascia alta con motore da 3,2 litri;
- Nervastella: modello di lusso con motore a 8 cilindri da 4,2 litri;
- Reinastella: modello di lusso top di gamma con motore a 8 cilindri da 7,1 litri.

Sempre nel 1932, Renault introdusse sulla sua Vivaquatre anche un sistema di smorzamento delle vibrazioni del motore, per rispondere all'offensiva della Citroën che aveva proposto la soluzione del motore flottante nella sua gamma. Ma mentre quest'ultima pagava delle royalties alla Chrysler che ne deteneva i diritti, la Casa di Billancourt sviluppò un nuovo sistema in modo da non dover dipendere da nessun'altra Casa automobilistica.

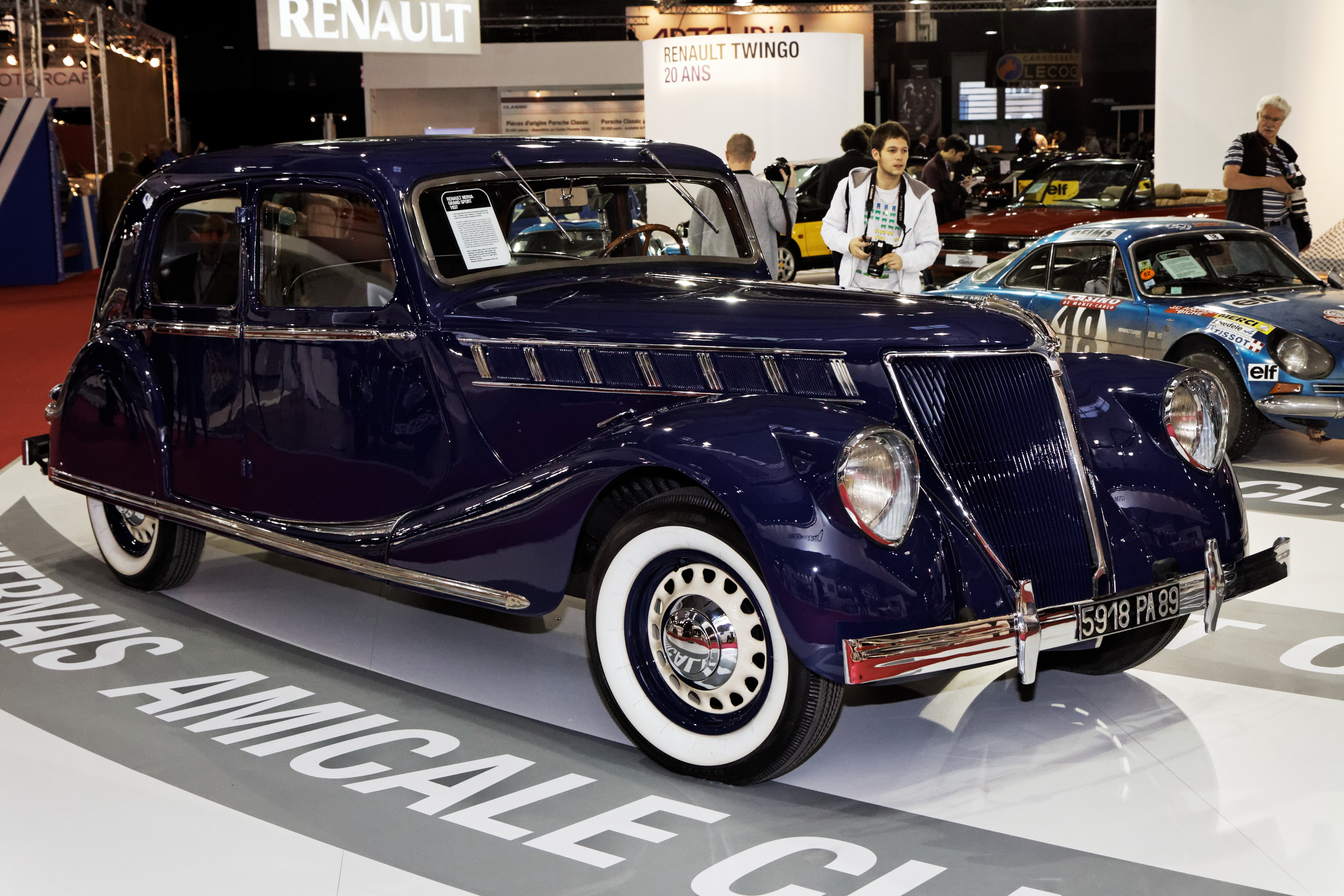
Una Nerva Grand Sport del 1937, la cui denominazione commerciale derivava dalla contrazione di Nervastella Grand Sport, utilizzata nel primo periodo di commercializzazione.

Nel 1934, a causa di problemi di salute, Louis Renault decise di affiancarsi un nuovo personaggio, François Lehideux, che diverrà amministratore delegato dell'azienda. Sempre nel 1934 vennero lanciati i nuovi modelli Celtaquatre (che affiancherà e in seguito sostituirà la Monaquatre) e Vivasport (variante prestante della Vivasix con motore da 3,6 litri). Ma ancora una volta, si riaccese la rivalità con la Citroën nel momento in cui quest'ultima, nello stesso anno, lanciò la 7A Traction Avant, con cui proprio la Celtaquatre fu chiamata a rivaleggiare, ma che rispetto alla vettura di Billancourt risultò anni luce più progredita sul piano tecnico, ma anche su quello estetico, dal momento che la scocca portante della 7A permise di ottenere un corpo vettura più basso e slanciato. Per questo alla Renault, fin da subito ci si lanciò negli studi sull'aerodinamica, studi che diedero i loro primi frutti già nel 1935 con il lancio dei modelli Vivastella Grand Sport e Nervastella Grand Sport. In quella metà di decennio, la produzione automobilistica sembrò progressivamente riavviarsi. In realtà, la Casa della Losanga si era indebitata parecchio in quegli anni, per cui i brillanti risultati in termini di produzione e vendite, vennero bruscamente smorzati dai "buchi" finanziari sparsi qua e là dalla Renault. Nel 1937, il bilancio arrivò addirittura a essere in rosso, anche perché nel frattempo la produzione tornò a scendere, ponendo la SAUR in deficit per la prima volta dalla fine della Grande Guerra. Fu questo il momento in cui vennero chiaramente alla luce tutte le conseguenze della sciagurata ostinazione di Louis Renault a non voler razionalizzare la gamma e a pretendere di poter riuscire a mandare avanti un'azienda di quelle proporzioni solo con investimenti su investimenti senza badare a soluzioni più razionali. A complicare il tutto arrivarono anche le ripercussioni sul piano sociale, con massicci scioperi e occupazioni dell'azienda.

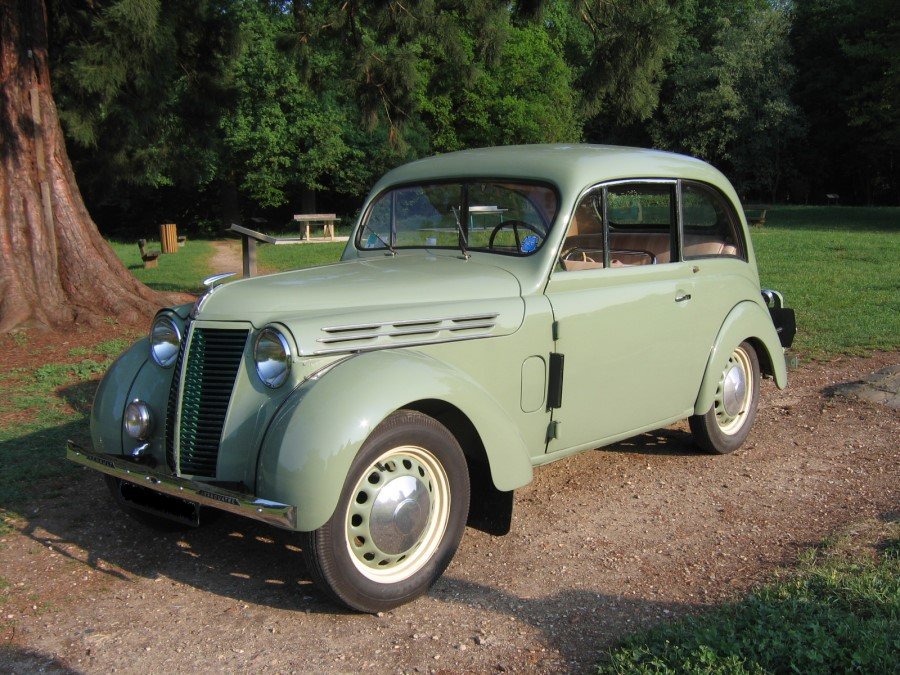
Una Juvaquatre del 1937.

Louis Renault, che già da qualche tempo stava pensando a una vettura popolare come soluzione per arginare le gravi perdite finanziarie, riuscì a concretizzare tale progetto proprio nel 1937 con il lancio della Juvaquatre. Tale vettura fu destinata a sostituire la Celtaquatre, ma anche a riproporre un vero modello di base, mancante dalla gamma Renault fin dal 1930, anno in cui venne tolta di listino la NN. Oltretutto, con la sua struttura a scocca portante, la Juvaquatre sembrò rappresentare il sintomo di una Renault in procinto di reagire all'eccessivo conservatorismo dimostrato fino a quel momento dal suo fondatore. In realtà anche la Juvaquatre fu baciata dalla sfortuna, prima di tutto perché poco dopo il lancio, la General Motors intentò una causa contro la Renault in quanto la Juvaquatre risultava troppo simile, specie nel frontale, ai suoi due modelli Opel di base, ossia la Kadett e la Olympia. Inoltre, la Juvaquatre trovò di fronte a sé una rivale quasi inaspettata: non un modello Citroën ma una Peugeot, la 202, caratterizzata da una linea molto più avveniristica, assai profilata, pur non essendo a scocca portante. Come risultato si ottenne che in quel finire di decennio, si riuscì a vendere dapprima una Juvaquatre ogni due 202 e in seguito una ogni tre! La situazione fu quindi tutt'altro che promettente per la Renault, che tra l'altro alla fine del 1938 scivolò dal secondo al terzo posto fra i costruttori francesi, lasciando al vertice la solita Citroën seguita proprio dalla Peugeot.
Il 17 febbraio 1939, Louis Renault si recò al Salone di Berlino per assistere al lancio della nuova "auto del popolo" tedesca, la KdF, ossia il futuro Maggiolino. Fu in quell'occasione che al patron della Renault balenò in mente l'idea di realizzare una vettura di fascia inferiore alla Juvaquatre e con architettura meccanica analoga, vale a dire una "tutto dietro", con motore posteriore e trazione al retrotreno. Ma ormai non vi fu più spazio per nuovi investimenti: le tensioni fra i Paesi tornarono a livelli più drammatici che mai, da qualche tempo fu in atto una corsa agli armamenti e un accaparramento, da parte dei governi di tutte le materie prime disponibili, principalmente acciaio e benzina. Anche per questo la gamma Renault fu ridotta anziché ampliata. In Europa ormai vi fu chi stava già costruendo veicoli militari: la guerra era ormai alle porte. Il 1º settembre 1939 Adolf Hitler, che tanto aveva voluto il KdF per fini propagandistici, invase la Polonia, e l'Europa e il mondo intero caddero nell'abisso della catastrofe.

### Renault durante la guerra e la morte di Louis Renault

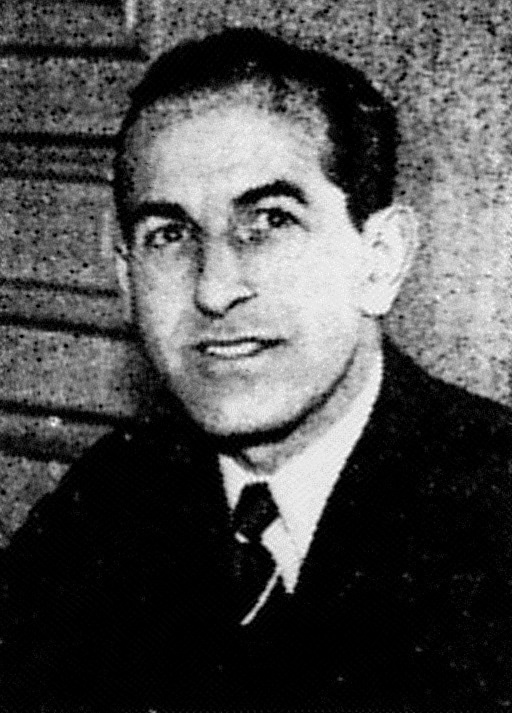
François Lehideux.

Con l'arrivo della guerra, Louis Renault cercò di orientare il più velocemente possibile la fabbrica alla costruzione di veicoli per utilizzo bellico, ma in realtà la Francia stessa era impreparata all'arrivo di un nuovo conflitto. Per questo motivo Louis Renault intraprese il 28 maggio del 1940 un nuovo viaggio negli Stati Uniti allo scopo di tornare con qualche idea per velocizzare la produzione di veicoli da fornire alle forze armate francesi, sperando così di dare man forte al governo transalpino per contrastare l'esercito tedesco. In realtà, Louis Renault credeva poco negli esiti di tale viaggio: inviato negli States direttamente dal governo francese, comprese ben presto che il viaggio non avrebbe fruttato niente di valido. Il patron della Renault sperò che l'armistizio di Rethondes del 22 giugno 1940 avrebbe posto fine alle ostilità, almeno per quanto riguardava la Francia. In realtà il peggio doveva ancora arrivare: la Francia si scisse in due regioni, una occupata dai tedeschi e l'altra, denominata Repubblica di Vichy, ufficialmente autonoma ma in realtà gravitante anch'essa nell'orbita del Terzo Reich e quindi anch'essa sotto il controllo del regime nazista. Louis Renault auspicò un ritorno alla produzione automobilistica pre-bellica, ma in realtà egli non avrebbe mai più visto un ritorno della sua azienda alla produzione automobilistica civile. Fu costretto invece dalle autorità tedesche a riaprire le fabbriche, in particolare la fabbrica di Le Mans, esistente già dal 1920 ma mai effettivamente entrata in attività se non a partire dal 1938. Anche a Billancourt si tornò a lavorare, ma solo per favorire l'esercito tedesco, che pretese la riparazione degli autocarri e carri armati francesi per poter essere utilizzati dalle forze della Wehrmacht. La buona condotta delle maestranze in forza alla Renault fu controllata dalla Daimler-Benz, anch'essa, volente o nolente, sottomessa ai voleri del Reich. Come conseguenza di ciò, le fabbriche Renault furono sottoposte ai bombardamenti alleati per sei volte fra il 1942 e il 1943. Nel frattempo, fra gli edifici della Renault rimasti in piedi stavano fermentando in clandestinità i germi della rinascita post-bellica. Si stava infatti sviluppando e stava prendendo forma un nuovo progetto già meditato da Louis Renault all'epoca della sua visita a Berlino nel 1939 e voluto anche dall'amministratore delegato François Lehideux, che nel frattempo era divenuto Ministro dell'Industria dello Stato di Vichy. Tale progetto si sarebbe concretizzato nell'immediato dopoguerra con il lancio della Renault 4CV. Ma intanto arrivò il 1944 e il Terzo Reich cominciò a scricchiolare e a vacillare sotto il peso degli attacchi alleati. Fra l'estate e l'autunno del 1944 tutta la Francia venne liberata, ma il ritorno alla pace fu doloroso per la Casa di Billancourt, poiché Louis Renault venne arrestato dalle autorità francesi per collaborazionismo e malmenato dalle guardie. Anziano e di salute ormai malferma, Louis Renault morì il 24 ottobre. Con lui si chiuse un'era nella storia della Renault.

### La ricostruzione post-bellica: nasce laRégie(1945-55)

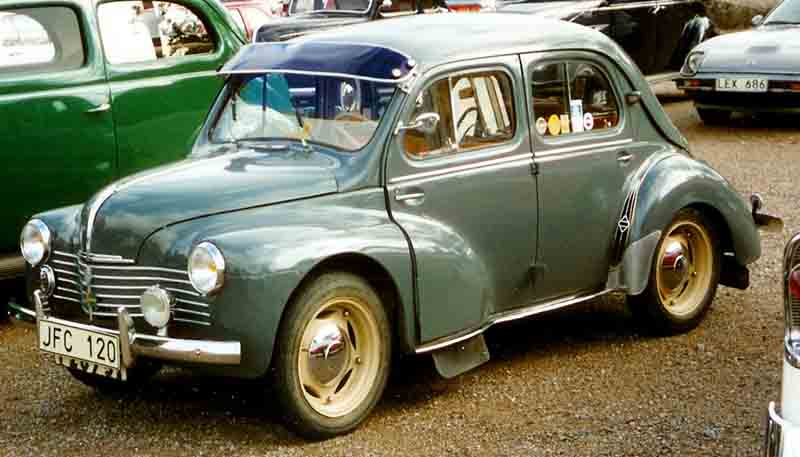
Una Renault 4CV, prima nuova Renault del secondo dopoguerra.

La Francia si ridestò dall'incubo del conflitto mondiale completamente in rovina, la Renault si risvegliò dal medesimo incubo orfana del suo fondatore, con gli stabilimenti in parte danneggiati, con circa 1.200 macchinari distrutti e con il costituito Governo provvisorio della Repubblica francese in procinto di mettere le mani sugli impianti di Billancourt. Infatti, il generale De Gaulle che presiedeva il nuovo ordine costituzionale della Francia, subito dopo la morte di Louis Renault requisì gli impianti Renault di Billancourt allo scopo di nazionalizzarli senza nulla dovere agli eredi. L'obiettivo fu raggiunto già il 16 gennaio 1945 dando così immediatamente vita alla Régie Nationale des Usines Renault. Al vertice della nuova azienda fu posto Pierre Lefaucheux, che da subito portò alla luce il progetto clandestino relativo alla futura 4CV, scartandone invece altri due, portati avanti sempre in clandestinità durante la guerra. Lefaucheux, subito dopo la sua nomina, si circondò delle più valenti personalità che già avevano collaborato con Louis Renault durante gli anni '30. Tra questi gli ingegneri Fernand Picard e Pierre Béziers, che portarono a completo sviluppo il progetto 106 relativo appunto alla 4CV. Nel frattempo, la produzione fu riavviata, ma fu costituita del tutto da autocarri necessari alle esigenze di ricostruzione di un Paese intero. In totale furono ben 12.000 gli autocarri che nel 1945 uscirono dalle linee di montaggio di Billancourt, ma anche da quelle di Le Mans. Quanto alle autovetture, nel 1945 vennero costruiti solo cinque esemplari di Juvaquatre e un esemplare di Primaquatre. L'anno seguente le Juvaquatre prodotte divennero quasi 9.000, ma quasi tutte furono destinate ai mercati esteri per rastrellare più valuta estera possibile, utile per i lavori di ricostruzione. Nel 1947 venne presentata finalmente la 4CV definitiva, mentre ancora sostenuta fu la produzione di autocarri e Juvaquatre. Quest'ultima venne affiancata anche da una sua versione furgonata per le piccole consegne. La situazione a Billancourt non fu comunque delle migliori dal punto di vista economico: gli impianti solo parzialmente sfruttabili costrinsero Lefaucheux a fare delle scelte drastiche, fra cui l'avvio a rilento della produzione della 4CV solo per testare la sua redditività. In effetti ci si rese conto che la redditività della 4CV poteva essere concreta solo con una produzione a pieno regime, ma così facendo la Régie avrebbe dovuto sacrificare la produzione della Juvaquatre e il ritorno economico delle sue esportazioni. In pratica, la Juvaquatre servì a finanziare l'avvio della produzione a regime della 4CV. E così si arrivò al 1948, anno in cui la 4CV cominciò realmente a essere prodotta a ritmi sostenuti. Il successo ottenuto dalla piccola Renault permise guadagni più concreti di quelli ottenuti con le sole esportazioni della Juvaquatre, a tal punto che nei primi mesi del 1948 quest'ultima venne definitivamente tolta di produzione, anche se continuò a essere prodotta la sua versione furgonata ancora per diversi anni. Il decennio si chiuse con 94.620 esemplari di 4CV prodotti dal suo esordio: da sola, questa vettura riuscì a fissare un record produttivo per la Casa della Losanga, di gran lunga il più alto dalla nascita del marchio Renault.

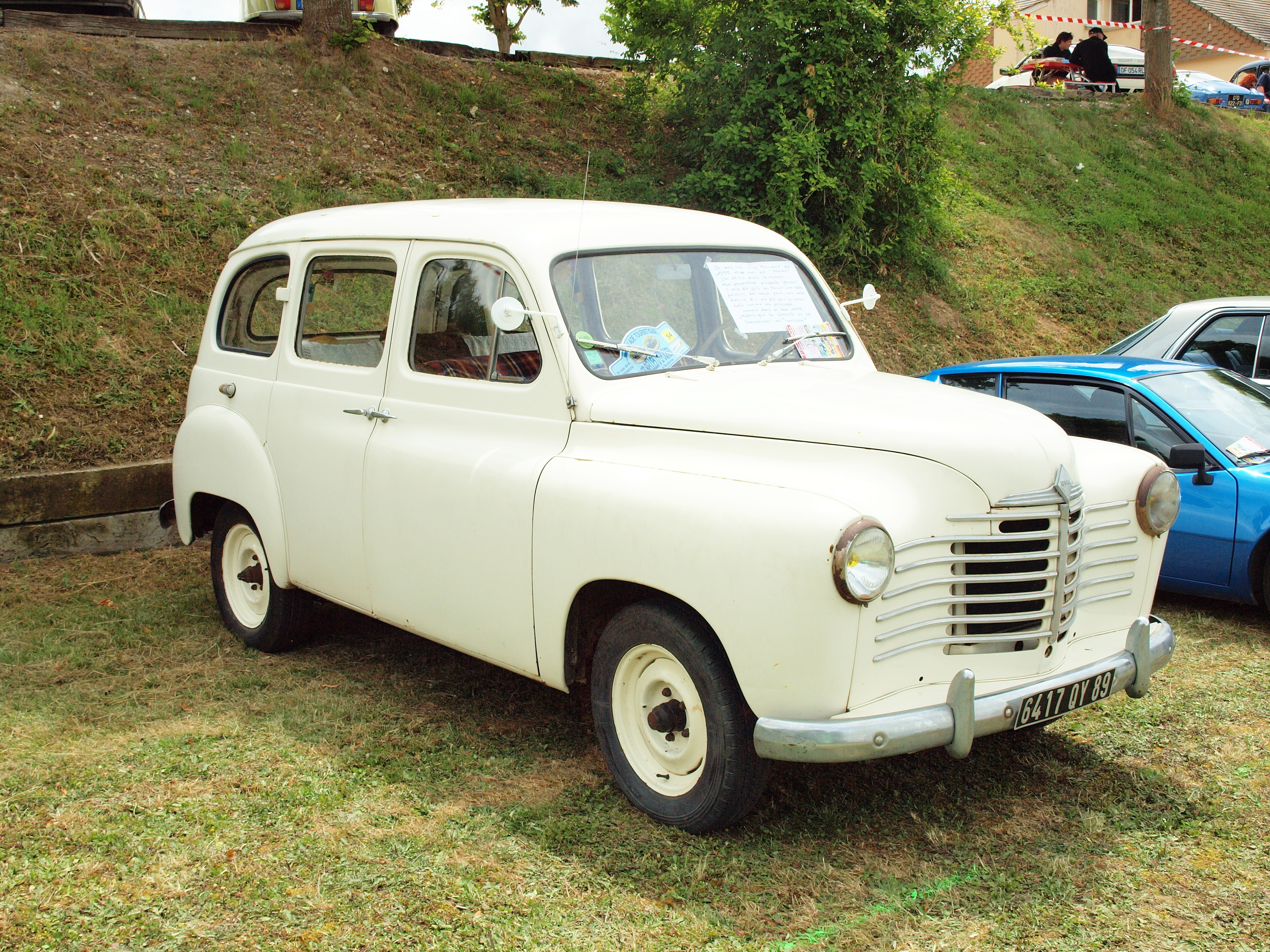
Una Renault Colorale.

Nel frattempo, già dal 1947 erano cominciati i lavori per la costruzione di una nuova fabbrica, quella di Flins-sur-Seine, non lontano da Parigi, allo scopo di estendere la produzione ad altri modelli. E così, già nel maggio 1950, venne presentata la Colorale Prairie, prima versione della gamma Colorale, una vettura che in molti considerano come il primo crossover-SUV di tutti i tempi. Pur non avendo riscosso molto successo a causa delle sue forme atipiche per quei tempi, e quindi poco digeribili dal pubblico (ma anche per la presenza di un motore poco brillante, inadeguato alla mole della vettura), la Colorale rappresentò un sintomo di cambiamento, o meglio, di distacco deciso fra la Renault pre-bellica e quella post-bellica. Prima della guerra la produzione fu caratterizzata da un'ostinata tendenza conservatrice, specialmente per quanto riguardava le soluzioni tecniche e i metodi costruttivi, mentre l'arrivo della Colorale sancì l'inizio di quella tendenza alle soluzioni originali, specialmente sul piano stilistico e nel disegno delle carrozzerie, una tendenza che troverà le sue massime espressioni negli anni '60, ma anche in alcuni altri modelli dei decenni seguenti. Sempre nel 1950, ma stavolta a novembre, venne svelata la nuova berlina di fascia alta, ossia la Frégate. A questo punto la produzione Renault viaggiò a due velocità: il biennio 1950-51 fu caratterizzato dal travolgente successo della 4CV a cui fecero da contraltare i magri consensi suscitati da Colorale e Frégate. Quest'ultima fu penalizzata dall'impossibilità iniziale di far fronte agli ordini, non tanto perché questi fossero particolarmente numerosi, quanto per il fatto che non si riusciva a soddisfare neppure quei pochi che venivano inoltrati, e ciò a causa del fatto che la produzione della Frégate fu prevista fin da subito nel nuovo stabilimento di Flins, ma quest'ultimo nel 1951 non era ancora stato ultimato. Pertanto si dovette cercare di assemblare la vettura nel già intasato impianto di Billancourt che, va ricordato, comprendeva anche l'estesa struttura dell'Île Seguin, ma che nonostante ciò vedeva le proprie linee di montaggio monopolizzate quasi esclusivamente dalla 4CV.

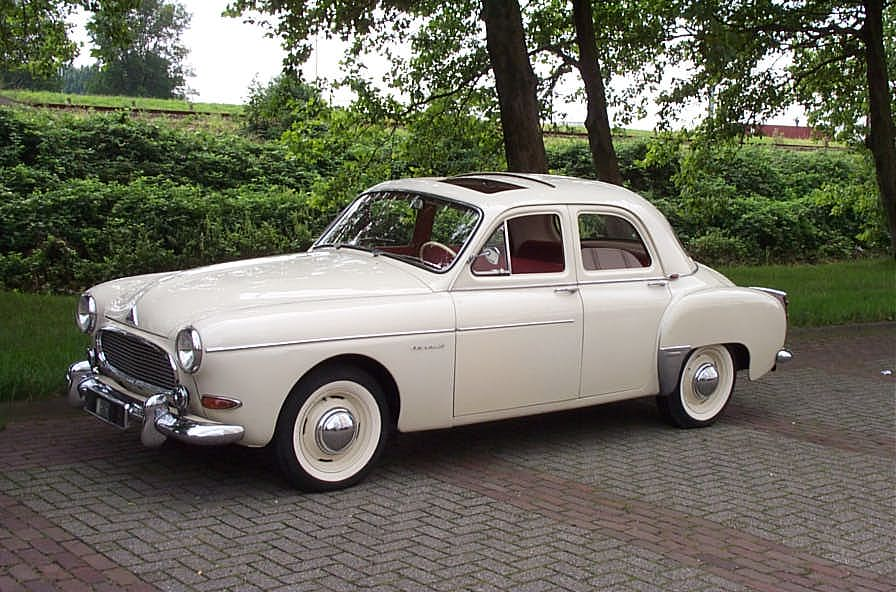
Una Renault Frégate, sfortunata berlina della gamma Renault degli anni '50.

L'impianto di Flins fu ultimato solo nel corso del 1952 per entrare in attività entro brevissimo tempo in modo da dare una boccata di ossigeno anche allo stabilimento di Billancourt. Sempre nello stesso anno, vennero rilevati anche alcuni immobili a Rueil-Malmaison per realizzarvi un centro studi. La situazione, però, non fu facile: la produzione della Colorale e della Frégate si rivelò un fallimento, ogni vettura prodotta si tradusse in una perdita di denaro, piuttosto che in una fonte di reddito. Per alleggerire i costi di produzione di queste due vetture, si decise di alleggerire il numero dei dipendenti e fra il 1952 e il 1953 vennero licenziati 275 dipendenti. Questo fu, per la Renault, il momento di maggior crisi nei primi anni dopo la fine della Seconda Guerra Mondiale. Intanto, mentre ci si domandava se mantenere o no in produzione la Frégate e la Colorale, uno studio di mercato condotto da Georges Toublan, analista di mercato della Régie, fu lapidario nel concludere che a modelli come la Colorale la clientela preferiva auto come la 2CV, molto più economica, ma sempre adatta per un utilizzo "campagnolo". La sfortuna si abbatté sulla Renault post-bellica come un maglio: l'11 febbraio 1955 l'amministratore delegato Pierre Lefaucheux morì in un incidente automobilistico... proprio a bordo di una Frégate! Al suo posto giunse Pierre Dreyfus, già vice-presidente Renault fin dal 1947.

### La ripresa economica (1955-69)

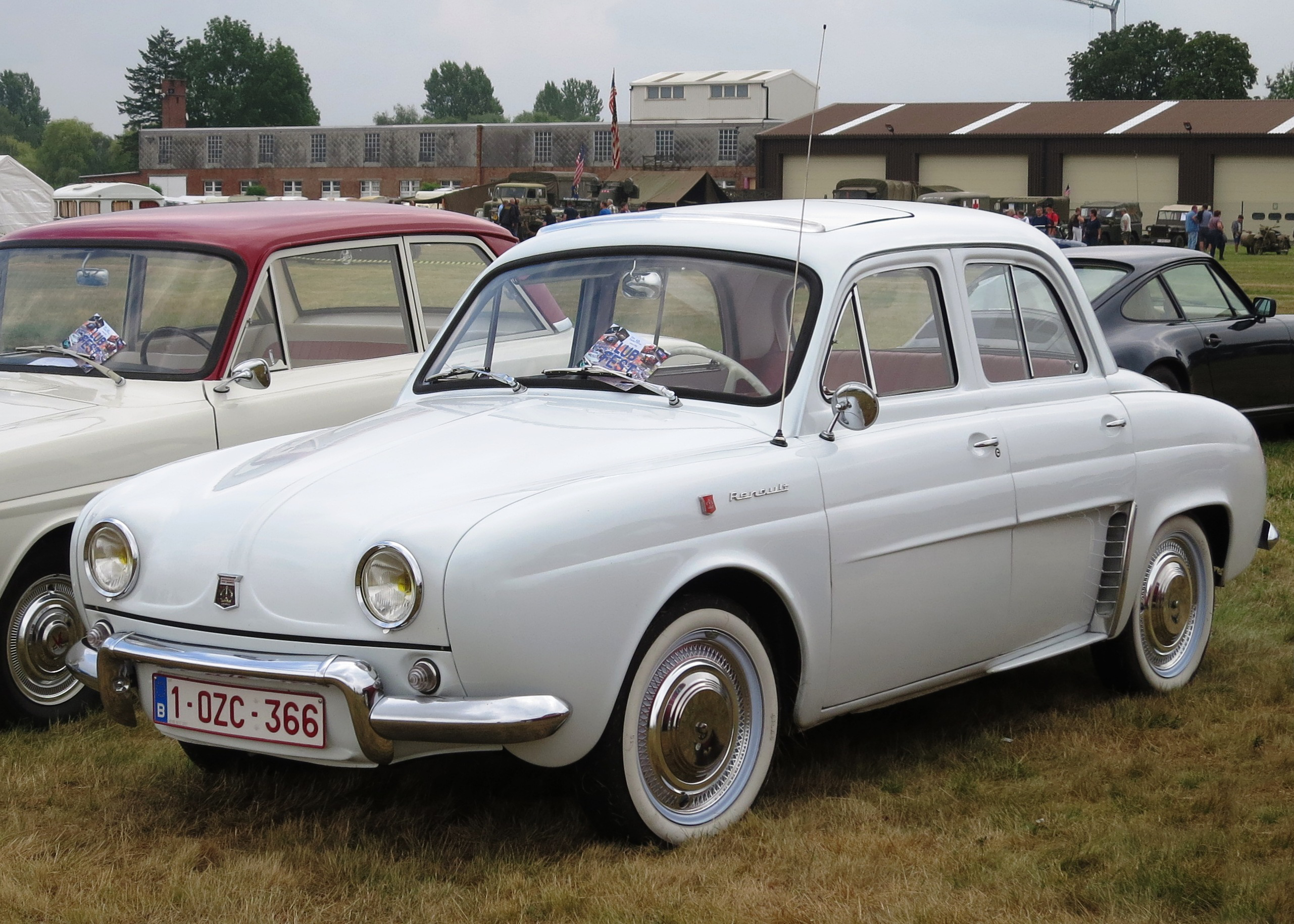
La Dauphine presentata nel 1956 proseguì la scalata alla produzione di massa durante la ripresa dell'economia francese nei tardi anni '50.

La seconda metà degli anni '50 vide un ampliamento dei siti strategici per la Renault: nel 1955 la Régie rilevò la Latil e la SOMUA, all'epoca noti costruttori di camion e autobus, per dare origine alla Saviem (Société Anonyme de Véhicules Industriels et d'Equipements Mécaniques), un polo di produzione di mezzi pesanti. Inoltre, nel 1958 entrò in funzione un nuovo stabilimento, quello di Cléon, nel nord della Francia, dove all'inizio di costruivano solo cambi, ma in cui già dal 1960 si cominciarono a costruire anche motori. Intanto, la rapida ripresa economica della Francia e la crescente domanda da parte di una popolazione che ormai in gran parte poteva permettersi l'acquisto di un'automobile portarono i costruttori francesi a investire nella produzione di altri modelli. La Casa della Losanga pensò innanzitutto alla vettura che avrebbe affiancato e in seguito sostituito la 4CV: il fiasco commerciale degli altri due modelli in catalogo veniva via via compensato sempre più dai numeri di produzione e vendita della piccola Renault, ormai in listino dal 1947, ma con una cadenza produttiva sempre maggiore con il passare degli anni, basti pensare che nel solo 1955 le 4CV prodotte furono ben 138.629, con un ritmo produttivo di 480 esemplari al giorno, ritmo che continuò a crescere anche negli anni seguenti, sostenuto dalla Dauphine, la nuova "piccola" di casa Renault che per cinque anni convisse in listino con la 4CV: insieme i due modelli raggiunsero l'apice produttivo nel 1959 con oltre 450.000 esemplari prodotti complessivamente solo dall'inizio di quell'anno. Tali volumi di vendita suggerirono ai vertici Renault la possibilità di una mossa molto ambiziosa, ossia conquistare il mercato USA. Come partner per tale operazione venne scelta la Peugeot, anch'essa interessata a un possibile sbocco nei mercati d'oltreoceano. Non fu l'unico accordo stretto in quel periodo tra le due Case: un altro, di minore entità, fu quello che permise alla Renault di sperimentare i primissimi motori Diesel, prodotti dalla Peugeot, sulla Frégate in quantità limitate. Quanto all'accordo per lo sbarco commerciale in America, fu la Peugeot a ottenere i risultati più deludenti, mentre le vendite della Renault negli USA portarono a soddisfazioni più tangibili: ben 214.000 esemplari venduti fra 4CV e Dauphine dal 1957 al 1959, senza contare un discreto numero di Floride, la piccola sportiva su pianale Dauphine presentata anche al Salone di New York del 1959. Purtroppo ciò che venne a mancare fu un'adeguata organizzazione della rete di vendita e di assistenza, ragion per cui nel giro di pochissimi anni l'intera operazione andò a monte per entrambi i costruttori. Per questo nel 1960 le vendite crollarono, e per questo motivo, nello stesso anno, vennero cancellati dal listino tutti quei modelli che in un modo o nell'altro si erano rivelati poco o per niente redditizi. E così, scomparvero la Frégate (la Colorale aveva già abbandonato il listino tre anni prima) e la Dauphinoise, una sorta di ibrido che univa la scocca della vetusta Juvaquatre in versione furgoncino al motore della Dauphine. Ciò significò purtroppo anche il licenziamento di 3.030 operai, ma anche la perdita di ben 6,57 milioni di franchi per la Régie.

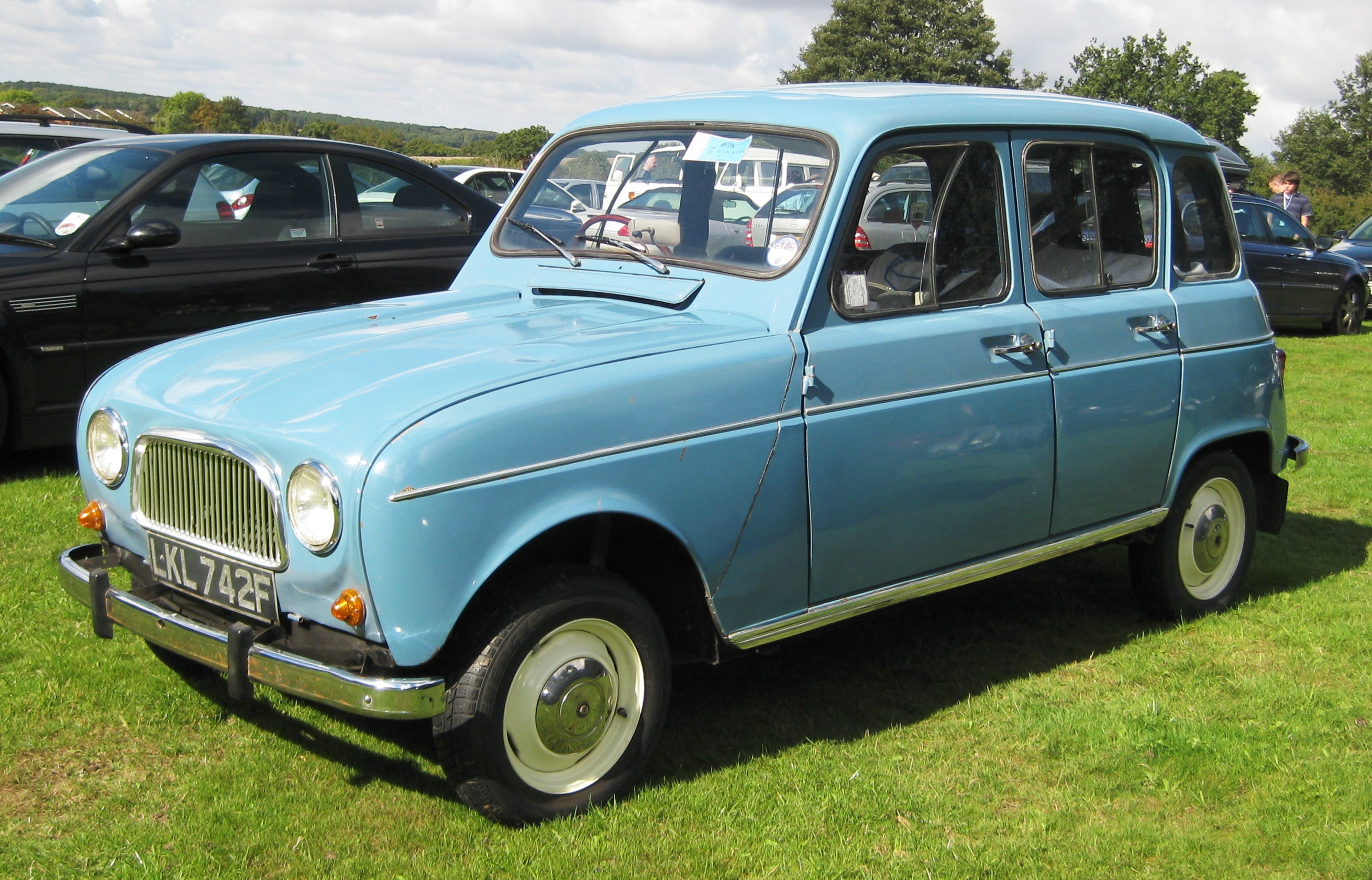
Una Renault 4.

Ma la Renault non si rassegnò ad abbandonare il mercato USA e tentò altre strade, per esempio l'alleanza con un costruttore già radicato oltreoceano e che già poteva contare su una rete di servizi collaudata. Stavolta il partner scelto per la nuova avventura americana fu la AMC, con la quale la Renault strinse un'alleanza commerciale in data 22 novembre 1961. L'accordo fra le parti prevedeva la commercializzazione di modelli Renault negli States utilizzando la rete di distribuzione della AMC, in cambio dell'assemblaggio e commercializzazione di modelli a marchio Rambler. Per l'assemblaggio dei modelli Rambler in Europa, venne scelto lo stabilimento belga di Haren e la produzione del modello Classic fu avviata già l'anno seguente. Il 1961 fu anche l'anno di esordio di un nuovo modello che conoscerà un successo pluridecennale senza precedenti per la Casa della Losanga. Venne infatti lanciata la Renault 4, primo vero modello Renault di fascia bassa a vocazione rurale, e in grado quindi di rivaleggiare realmente ad armi pari con la Citroën 2CV. Il 1962, oltre a conoscere l'avvio della produzione della Rambler Classic (o Renault Rambler, a seconda dei mercati di destinazione), vide anche l'esordio della Renault 8, una berlina compatta a tre volumi destinata ad affiancare e successivamente a sostituire la Dauphine. Cominciò così il periodo in cui i modelli Renault vennero denominati con cifre pure e semplici, salvo alcune eccezioni come la Caravelle, anch'essa lanciata nel 1962 e destinata a sostituire la Floride. Alla fine di quell'anno, la gamma Renault fu così composta:

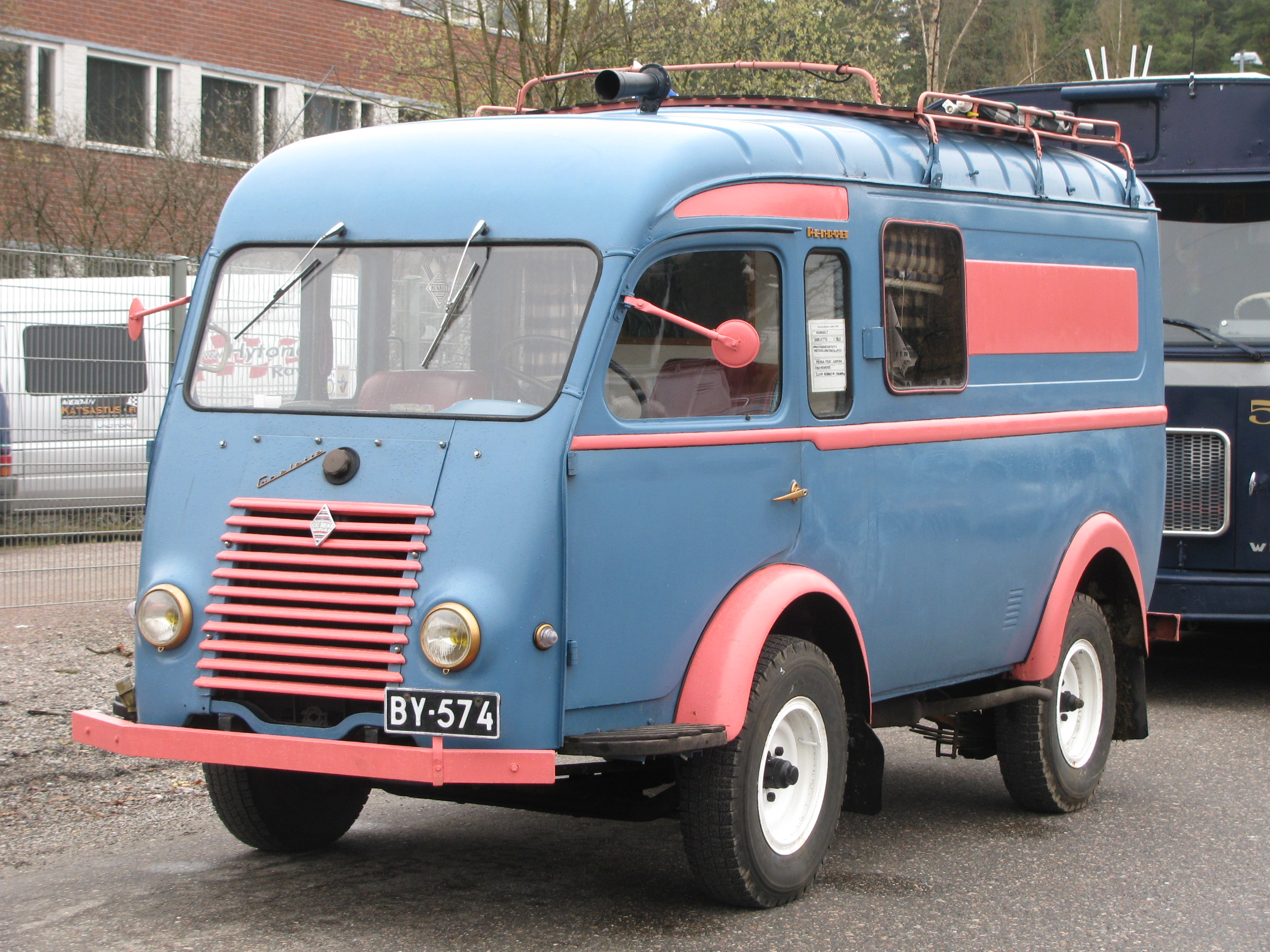
Un autocarro della famiglia 1000 kg.

- Renault 3, versione economica della Renault 4;
- Renault 4;
- Renault Dauphine;
- Renault 8;
- Renault Floride (prossima al pensionamento, che avverrà nel 1963);
- Renault Caravelle, destinata a sostituire la Floride;
- Renault Rambler, modello di punta.

Oltre a questi modelli, nel 1962 erano in produzione anche due autocarri, il piccolo Estafette, con motore derivato dalla Dauphine, e il più grande 1000 kg, con motore da 2,1 litri derivato dalla Frégate. Rispetto a quindici anni prima, pertanto, la gamma subì significativi ampliamenti, passando da due a ben sette modelli, e senza contare che altri progetti erano in cantiere.

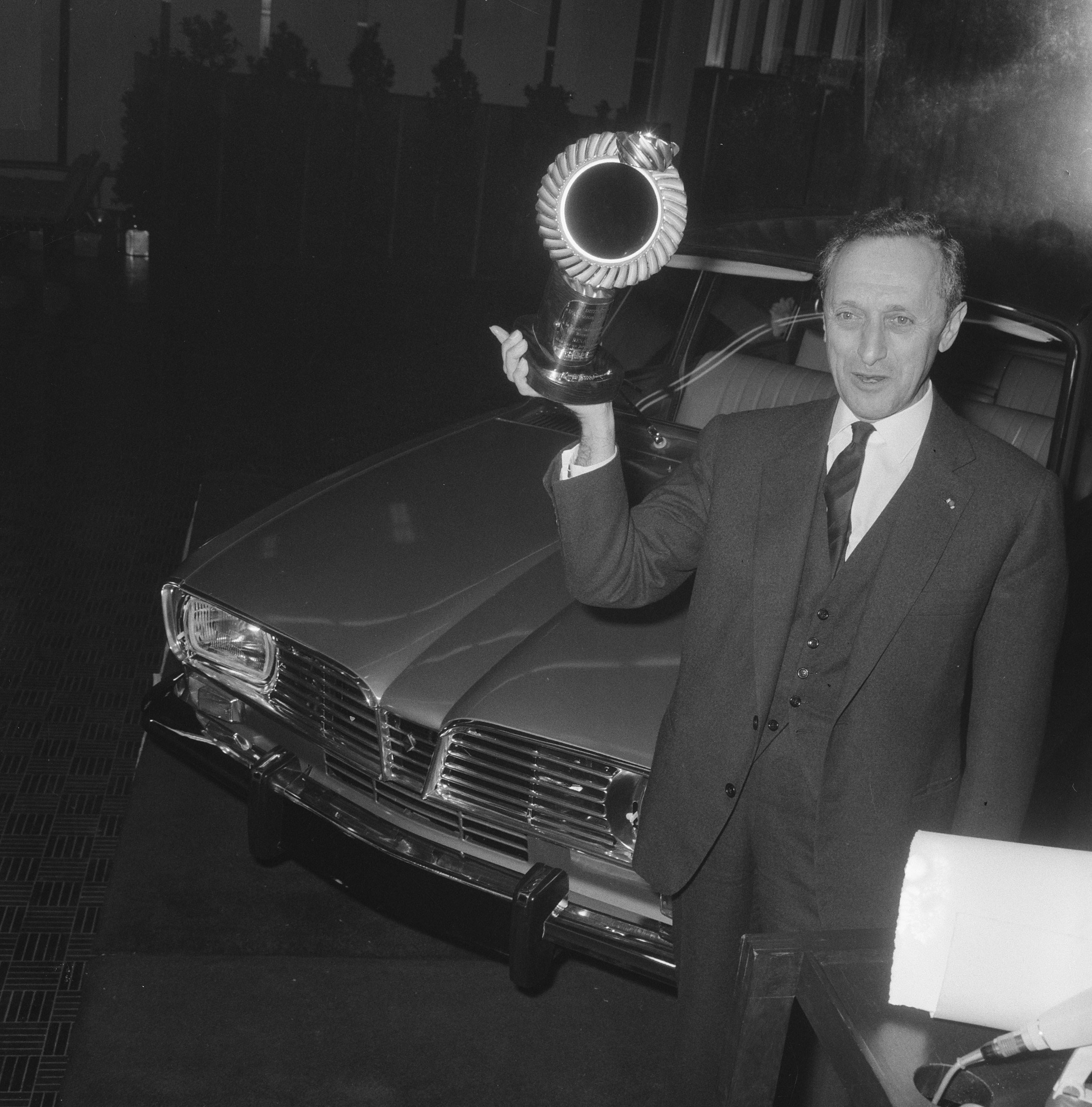
Pierre Dreyfus, CEO della Renault, all'atto della consegna del premio di Auto dell'anno conferito alla Renault 16 all'inizio del 1966.

Nel frattempo la produzione e le vendite ripresero a salire: dopo un 1961 in cui le vendite parvero più stentate a causa delle ripercussioni di un 1960 non molto positivo sul piano dei bilanci, si tornò a vendere passando dalle quasi 350.000 vetture del 1961 a sfiorare le 500.000 unità del 1962 e addirittura a quasi 590.000 alla fine del 1963. Merito dell'alto gradimento dei modelli di fascia bassa, ossia la R4, la R8 e anche la Dauphine, che pur avendo già sette primavere sulle spalle trovava ancora un buon riscontro di mercato. Purtroppo, il 12 settembre 1963, nel tentativo di frenare l'inflazione e l'aumento continuo dei prezzi, l'allora Ministro dell'Economia francese Valéry Giscard d'Estaing mise in atto un piano di stabilità che ebbe come effetto solo quello di dare una stretta a prestiti e mutui, nonché di ridurre i salari dei lavoratori, che così ebbero maggiori difficoltà ad acquistare un'automobile. Di conseguenza, oltre a un malcontento generale, si venne a innescare un progressivo calo di vendite che risultò evidente nel 1964, con circa 476.000 autovetture prodotte. La situazione cominciò a migliorare nel 1965, con la produzione che superò di poco la soglia del mezzo milione di vetture, grazie anche alla nuova rivoluzionaria berlina posta in listino proprio in quell'anno. La Renault 16, originale berlina di fascia medio-alta con portellone e trazione anteriore, seppe catturare l'attenzione di una buona parte di clientela e già alla fine del 1965, dopo quattro mesi di commercializzazione (che incomincio a fine estate), seppe totalizzare 38.612 esemplari prodotti. La gamma Renault andò quindi a completarsi ulteriormente: la R16 servì tra l'altro a colmare il vuoto tra la R8 e la grossa Rambler Classic, che oltretutto non stava vendendo granché bene. E infatti, nel 1967 le Rambler sparirono dai listini europei, ma l'alleanza con l'AMC non venne sciolta del tutto, come si vedrà. Tutt'altro destino fu quello che arrise alla R16, che all'inizio del 1966 venne insignita del premio di Auto dell'anno, dando nuovo lustro al prestigio della Casa della Losanga, che finalmente seppe dire la sua anche in un segmento automobilistico non strettamente riservato alle grandi masse. È sempre al 1966 che risale l'annuncio, in data 22 aprile, di una nuova collaborazione fra Renault e Peugeot, questa volta allo scopo di progettare e realizzare motori in comune. Il 1968 fu l'anno delle sommosse operaie, delle rivolte e degli scioperi, delle fabbriche occupate e delle riunioni al cinema Odeon di Parigi. Ciononostante, la produzione crebbe, anche se di poco rispetto ai ritmi precedenti, ma alla fine del 1969 il ritmo di crescita produttiva tornò a essere sostenuto e si registrò una produzione di oltre 910.000 autovetture contro le 734.000 unità totalizzate alla fine dell'anno precedente. Sempre nel 1969 vi fu il lancio di un nuovo modello, la Renault 12, con trazione anteriore come la R16, ma destinata a una fascia di mercato inferiore e il cui compito fu anche quello di sostituire in un colpo solo sia la R8 sia la sua variante allungata, la R10, entrambe dotate dell'ormai superato schema di tipo "tutto dietro". Ma questo avvenne solo in un secondo momento.

### Gli anni '70 fra tensioni sociali e crisi energetiche (1970-79)

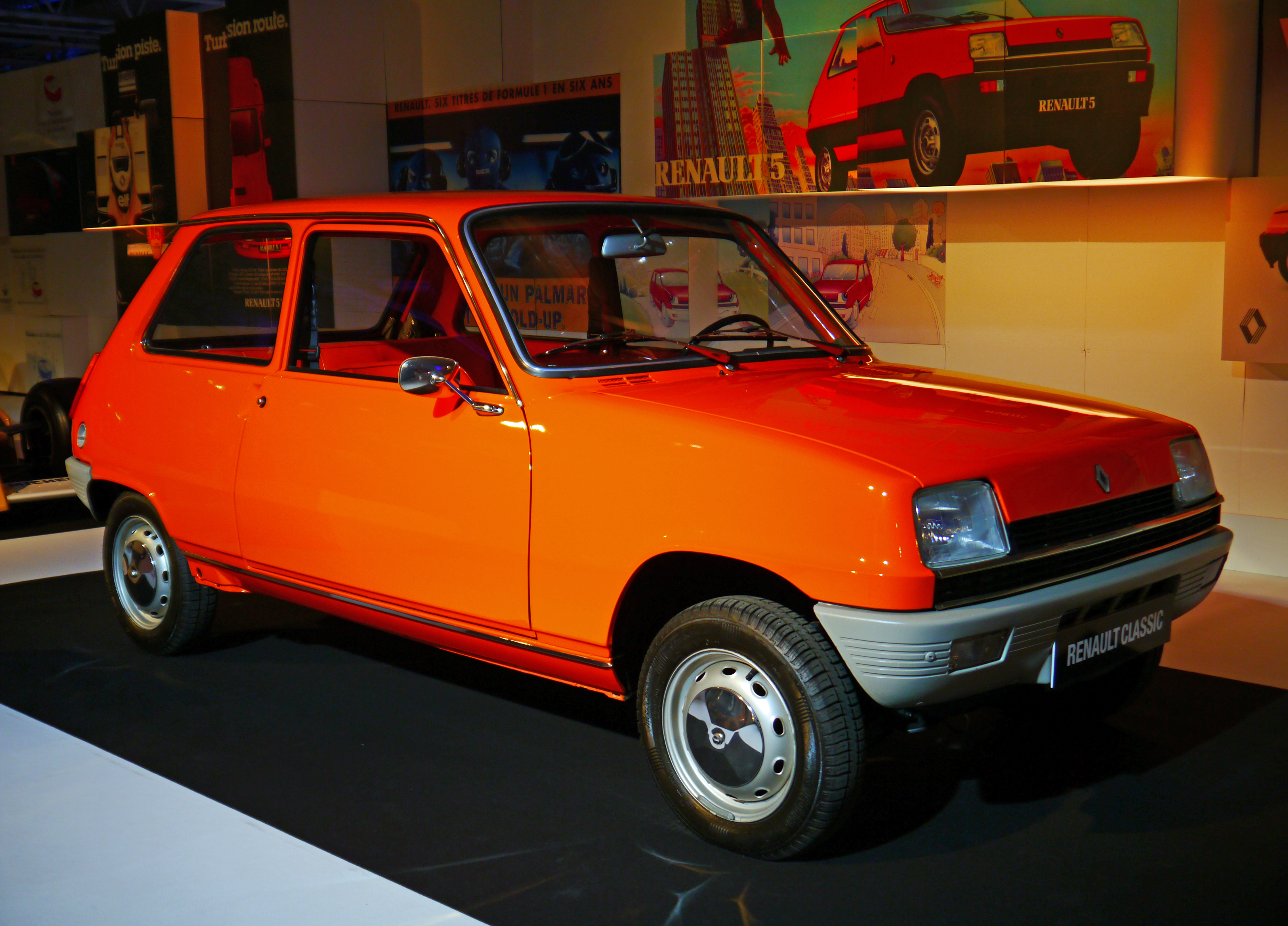
Una Renault 5.

Gli anni '70 furono un decennio in cui la Renault si ritrovò con un'agenda di impegni estremamente fitta, nonché di avvenimenti veramente degni di nota. Ormai la Régie era una realtà industriale assai potente, con stabilimenti e centri di progettazione sparsi in tutto il mondo, persino in Messico e in Sudamerica. E fu proprio in Messico che fu avviato un processo di razionalizzazone della produzione, mentre in Brasile la produzione di alcuni modelli di fascia bassa e medio-bassa era stata già avviata fin dalla fine degli anni '50 in uno stabilimento ex-Willys-Overland e rilevato dalla Kaiser-Frazer, marchi statunitensi con cui la Renault era pure in collaborazione. E con tali marchi, la Renault fu in stretti rapporti di affari anche per quanto riguarda la produzione in Argentina, nello stabilimento di Santa Isabel. A partire dal 1975, la Régie assorbirà del tutto lo stabilimento, divenendo Renault Argentina SA. I legami della Renault con il Nuovo Continente proseguirono anche nel momento in cui la Casa della Losanga rilevò il 20% della Mack, noto costruttore di camion pesanti statunitense e legò tale alleanza all'esportazione dei suoi mezzi pesanti negli States. Ormai la produzione dei mezzi pesanti Renault aveva acquisito una sua ben precisa fisionomia: dopo la nascita della Saviem anni prima, la Renault rilevò il marchio Berliet da una Citroën ormai sull'orlo della bancarotta (verrà rilevata dalla Peugeot nel 1974) e lo fuse con la Saviem per creare la RVI (Renault Vehicles Industrielles), che proprio durante gli anni '70 diverrà il maggior costruttore europeo di mezzi pesanti.
Le agitazioni operaie continuarono anche nei primi anni '70 e la situazione divenne ogni giorno più tesa a causa delle crescenti tensioni fra i militanti dell'estrema sinistra (Gauche Prolétarienne) e le forze di polizia unite al personale di sicurezza della Renault. La situazione raggiunse il culmine della sua gravità il 25 febbraio 1972, quando durante alcuni scontri un agente di sicurezza della Régie uccise un operaio della fabbrica di Billancourt. Gli scontri e le tensioni andarono avanti per alcuni anni ancora, ma gradualmente scemando, anche se non del tutto. Infatti l'assassinio dell'operaio avvenuta nel febbraio 1972 avrà altre ripercussioni, per esempio quando l'agente che uccise l'operaio venne scarcerato nel 1977, ma venne ucciso poco dopo da un commando di estremisti di sinistra. Intanto, nel corso di questi anni, vi furono altri eventi degni di nota per quanto riguarda la storia della Renault. Nel 1973 la Renault prese il controllo della Alpine, un piccolo costruttore di auto sportive, da sempre equipaggiate con motori Renault, e che da quel momento fino a metà anni '90 prenderà il nome di Alpine-Renault. Due anni dopo, il presidente della Régie, Pierre Dreyfus, lasciò il suo incarico per sopraggiunti limiti di età e si ritirò a vita privata. Al suo posto subentrò Bernard Vernier-Palliez, già alla Renault da subito dopo la nazionalizzazione della Casa della Losanga.
Quanto alla produzione automobilistica, invece, gli anni '70 si aprirono con la Renault che alla fine del 1970 sfondò il muro del milione di autovetture annue. Ma soprattutto gli anni '70 videro l'esordio di numerosi modelli, ma solo una parte di essi ebbe un buon successo commerciale. Altri modelli ebbero invece sfortuna per ragioni diverse, ma principalmente a causa della crisi petrolifera del 1973, la più grave crisi economica dai tempi della Grande Depressione. Ma prima di arrivare a quell'anno così importante per la storia dell'automobile in generale, ci fu tempo per altri esordi: nel 1971 vennero lanciate le Renault 15 e 17, due coupé su base R12 il cui compito fu quello di andare a riprendere l'eredità della Caravelle. L'anno seguente, invece, vi fu l'esordio della Renault 5, concepita in parallelo con la Peugeot 104 e quindi progettata in modo che le due vetture non avessero a farsi concorrenza diretta secondo l'alleanza fra la Casa della Losanga e quella del Leone Rampante. La Renault 5 otterrà un clamoroso successo di vendite e la sua carriera si protrarrà per numerosi anni, anche per tutto il decennio seguente, sotto forma di una nuova generazione. Verrà persino esportata negli USA sfruttando ancora una volta l'alleanza con l'AMC.

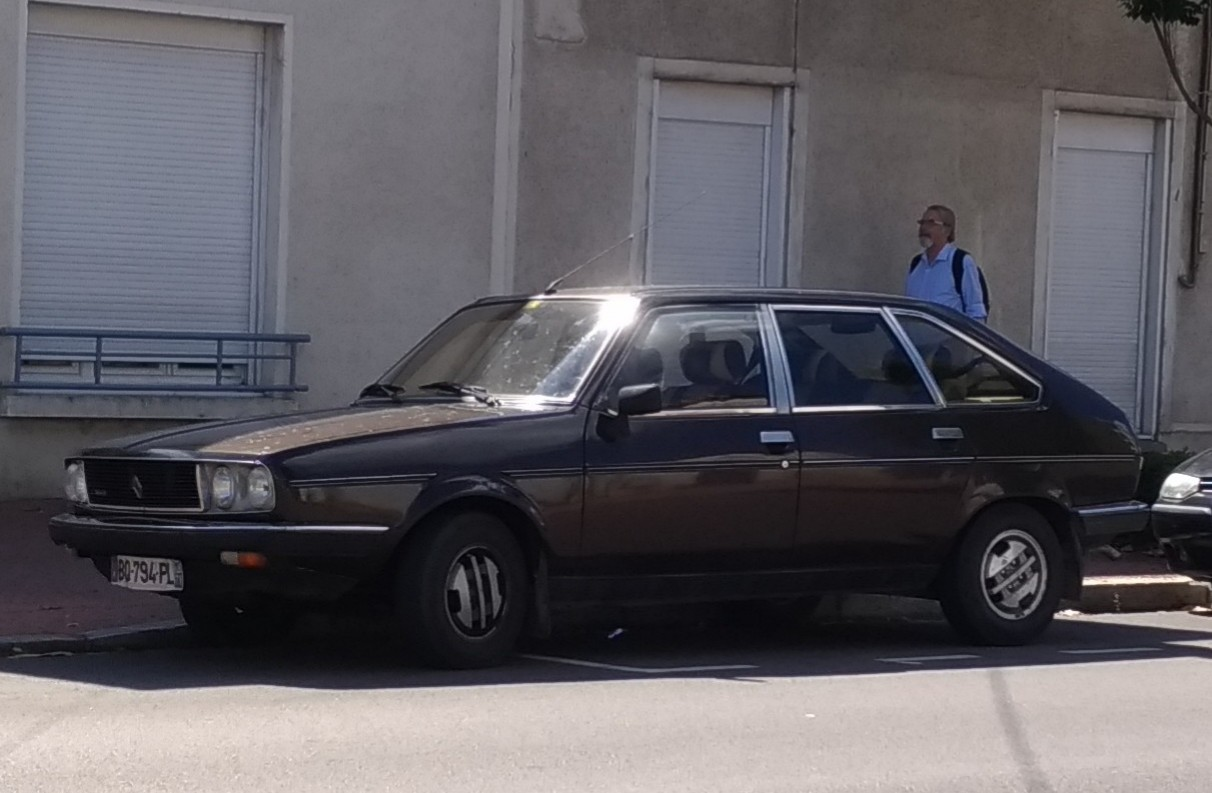
Una Renault 30, berlina di punta della gamma Renault nella seconda metà degli anni '70.

I riflessi dell'alleanza fra Renault e Peugeot ebbero riscontri anche nella Renault 30, la nuova ammiraglia nata a immagine e somiglianza della R16, ma di maggiori dimensioni e dotata di un motore V6 PRV da 2,7 litri progettato anch'esso in collaborazione con la Peugeot. Il suo ingordo motore a carburatori mal si sposava con la sfavorevole congiuntura economica di quel periodo. La benzina alle stelle sconsigliava l'acquisto di vetture eccessivamente assetate di carburante, per cui la Renault 30 non riuscì a ottenere un grande successo. Stessa sorte, ma stavolta da imputare a una poco azzeccata campagna pubblicitaria, fu quella riservata alla Renault 14, una berlina di fascia medio-bassa, dotata di motori da 1,1 a 1,4 litri sviluppati anch'essi in collaborazione con la Peugeot, con carrozzeria a due volumi con portellone. Altra vettura di poco successo fu anche la Renault 20, che univa la scocca dell'ammiraglia 30 a motori compresi fra 1,6 e 2 litri, più un motore Diesel da 2,1 litri. Si trattò del primo motore a gasolio montato sotto il cofano di una Renault, se si escludono le poche manciate di esemplari di Renault Frégate equipaggiate con motore Indenor, di cui si è già accennato in precedenza. Ultimo esordio in ordine cronologico durante gli anni '70 fu la Renault 18, nuova berlina erede della R12, della quale riprese la meccanica generale, ma con forme più morbide e levigate. Il decennio si chiuse con una nuova crisi energetica in seguito alla rivoluzione iraniana verificatasi nel 1979 e che diede il colpo di grazia alle già esili vendite della Renault 30, ma anche alle versioni punta della Renault 20, equipaggiate con motore 2 litri a benzina.
Un discorso a parte merita l'attività sportiva, che durante gli anni '70 vide la Renault trionfare alla 24 Ore di Le Mans del 1978 con la A442 e l'anno successivo partecipare per la prima volta a un Campionato mondiale di Formula 1, e vi esordì con una monoposto rivoluzionaria, in quanto fu la prima monoposto di Formula 1 con motore turbo. Va inoltre ricordato il titolo costruttori conquistato dalla Alpine-Renault con la A110 1600 nel 1973, lo stesso anno in cui la Régie entrò nel capitale del costruttore di Dieppe.

### I difficili anni '80, fra cronaca nera e crisi interna
Il nuovo decennio si aprì con il lancio della Renault Fuego, coupé su base R18 con il compito di sostituire sia la R15 sia la R17, e che passerà alla storia per essere la prima coupé commercializzata in Europa a essere proposta anche con un motore Diesel (la prima coupé Diesel in assoluto fu la 300 CD C123 venduta però solo negli USA). Alla fine del 1980, la produzione per quel solo anno superò quota 1,8 milioni. Ma fu l'ultimo acuto prima della grave crisi finanziaria che andò a colpire la Casa della Losanga. I motivi di tale emorragia finanziaria furono più di uno: innanzitutto i grossi investimenti per la partecipazione nel Campionato di Formula 1 del 1979, investimenti che non diedero peraltro i risultati sperati, visto che la monoposto con motore turbo si piazzò al sesto posto nella classifica costruttori. Inoltre, va messo in conto il grosso investimento per l'acquisizione del 44% delle azioni dell'AMC, che peraltro continuò a non avere grossi risultati sul piano commerciale. Infine parte della gamma Renault, specialmente ai due estremi, era costituita da vetture piuttosto anziane e quindi bisognose di aggiornamenti o di sostituzioni vere e proprie con altri modelli. In generale, un po' tutti i modelli presenti in gamma avevano per di più fatto registrare significativi cali nelle vendite alla fine del 1981. La situazione ebbe come conseguenza le dimissioni del presidente Bernard Vernier-Paillez: al suo posto giunse, il 24 dicembre 1981, Bernard Hanon, già braccio destro del presidente uscente. In quell'anno vi fu l'esordio della Renault 9, classica berlina a 3 volumi di fascia medio-bassa che però faticò a riscuotere un successo omogeneo in tutta Europa, persino nonostante l'ambito riconoscimento di Auto dell'anno 1982. Per venire incontro alle esigenze più disparate vennero lanciate dapprima la Renault 11, declinazione a due volumi e 5 porte della Renault 9 e in seguito la Supercinque, un restyling marcato della vecchia R5, nonché la rivoluzionaria Espace, la prima monovolume europea progettata in collaborazione con la Matra, e la nuova ammiraglia, la Renault 25. Queste novità arrivarono proprio in un anno, il 1984, in cui la penetrazione media della Renault nel mercato europeo, scese da 15 all'11%. La Supercinque, dal canto suo, risultò superata sul piano tecnico da concorrenti più moderne come la Peugeot 205, mentre la 25 ebbe alcuni problemi legati all'affidabilità della sua elettronica di bordo e della sua delicata carrozzeria in lamierati sottili. L'unica novità che sembrò riscuotere successo fu la monovolume Espace, ma ciò non bastò a ribaltare una situazione assai delicata. Il risanamento dei bilanci avrebbe dovuto passare attraverso la robotizzazione delle linee di montaggio e per lo spiacevole taglio di almeno 15.000 posti di lavoro. Ma alla Renault, peraltro un'azienda statale in cui le decisioni del management sarebbero state interpretate come decisioni dello Stato, si indugiò parecchio su quest'ultimo punto.

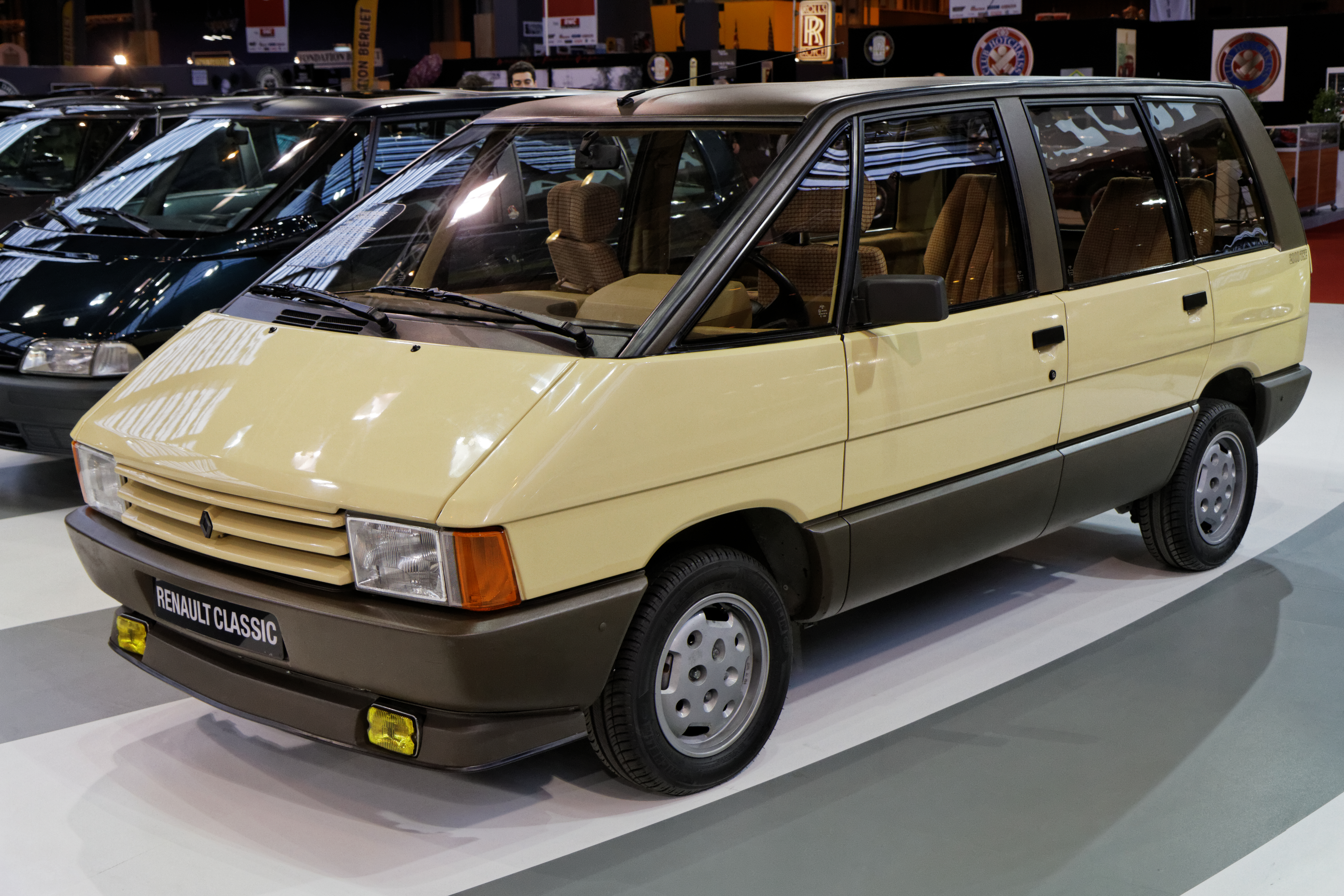
La prima generazione di una Renault Espace.

Per questo, nel gennaio 1985, quando la situazione sembrò volgere al peggio, anche Bernard Hanon rassegnò le dimissioni e venne sostituito da Georges Besse, il cui programma di risanamento parve da subito molto più drastico e deciso, andando a includere un taglio di 21.000 posti di lavoro. Per questo, si sollevarono i movimenti di estrema sinistra, quelli più risoluti, tra cui il movimento Action Directe, che il 17 novembre 1986 assassinò Besse sotto casa. Gli succedette Raymond H. Lévy, che il 9 marzo 1987 si disfece dell'ingombrante fardello costituito dalla AMC, la quale passò sotto il controllo del gruppo Chrysler per 550 milioni di dollari, dei quali 200 subito e 350 in seguito. Altri 211 milioni di dollari giunsero alcuni anni dopo alle casse delle Régie come indennizzo da parte della Chrysler per aver deciso di interrompere anzitempo la commercializzazione delle Renault Premier e Medallion negli USA. Alla fine, il 1987 si chiuse finalmente con un bilancio positivo dopo anni di emorragie finanziarie: 83.000 autovetture in più rispetto al 1986, anche se non si era ancora ai livelli di fine 1980. Il 1987 vide anche l'arrivo del nuovo responsabile del design Patrick LeQuément. Il trend di crescita proseguì anche negli ultimi anni del decennio, sebbene a ritmo moderato. Alla fine del 1989 si era ancora a 150.000 autovetture in meno rispetto a fine 1980.

### Dalla privatizzazione all'alleanza con la Nissan (1990-99)

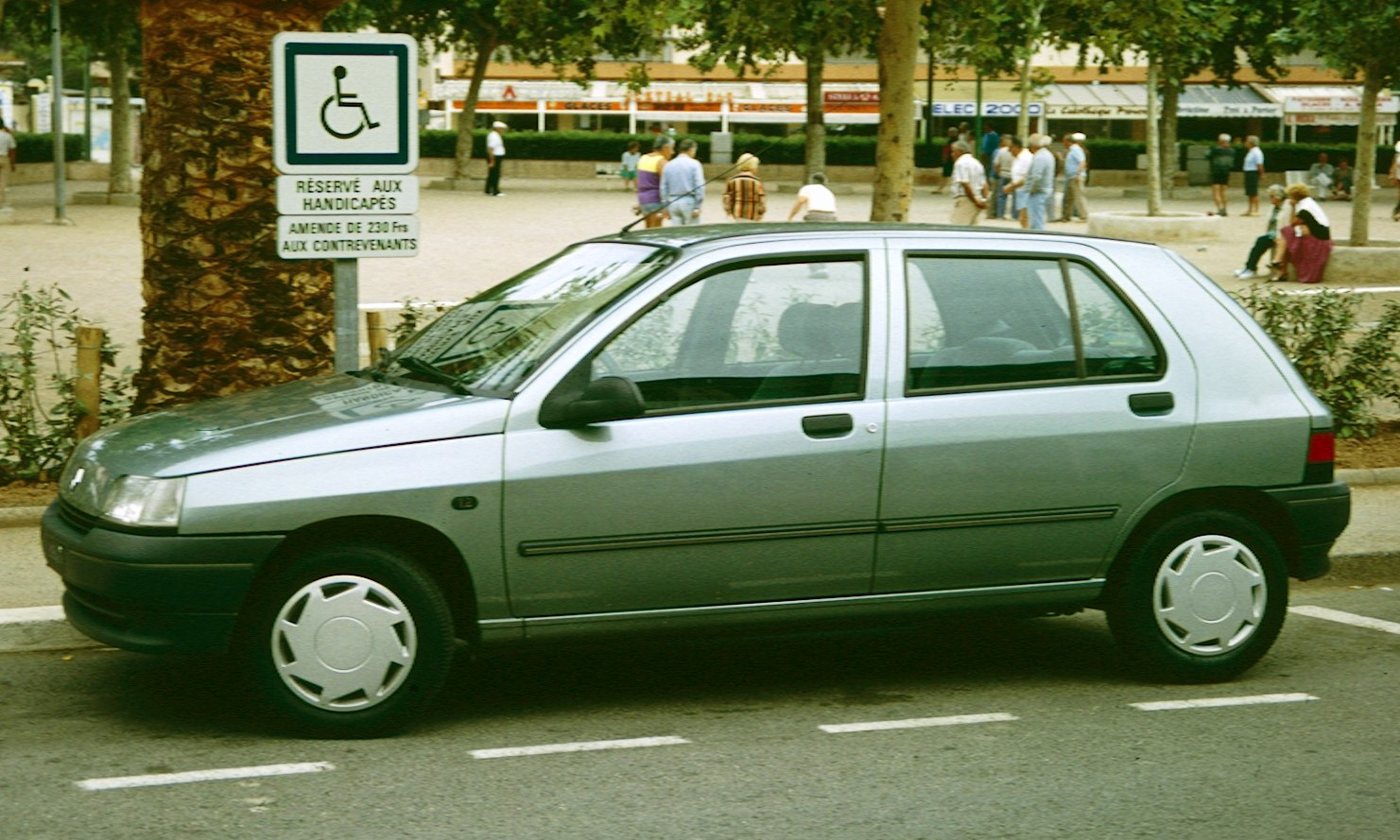
La prima generazione di una Renault Clio.

Il 1990 vide almeno tre grossi avvenimenti di spessore: il 4 luglio venne annunciata la privatizzazione della Renault, che divenne così Régie Nationale des Usines Renault S.A.. In realtà, tale processo sarebbe stato molto più graduale e sarebbe durato alcuni anni, pur terminando di fatto nel corso dello stesso decennio. All'avvio di questo processo di privatizzazione, lo Stato francese deteneva infatti ancora l'80% delle azioni, risultando quindi azionista di maggioranza, anche se gradualmente avrebbe in seguito ceduto grosse parti della sua quota ad altri azionisti. Il secondo avvenimento del 1990 fu il lancio commerciale, avvenuto a settembre, della Clio, una nuova utilitaria destinata a sostituire la Supercinque, tecnicamente superata. Sempre a settembre venne siglata una nuova alleanza con la Volvo: la Régie aveva già avuto relazioni commerciali con la Volvo negli anni '70, dopo che quest'ultima aveva assorbito l'olandese DAF, le cui autovetture erano equipaggiate con motori Renault. Per questo motivo le due Case entrarono in contatto affinché Renault continuasse a fornire motori alle ex-DAF anche sotto la nuova amministrazione svedese. Tale fornitura proseguì anche negli anni '80. Il rinnovo degli accordi fra le due Case negli anni '90 fu un'alleanza volta a proseguire tale fornitura per alcuni modelli Volvo. Il 1991 vide l'arrivo della seconda generazione dell'Espace. L'anno seguente, Raymond H. Lévy lasciò la presidenza della Renault a Louis Schweitzer, mentre la situazione finanziaria della Casa della Losanga lentamente migliorò. Una pietra miliare nella storia della Renault fu la chiusura dello storico stabilimento dell'Île Seguin a Billancourt. L'ultima vettura uscì dalle sue linee di montaggio il 31 marzo. Sempre a marzo, il Salone di Ginevra fu la cornice del lancio della nuova ammiraglia Safrane, mentre a settembre, al Salone di Parigi, venne presentata la Twingo, destinata a succedere all'ormai vetusta R4, che nel frattempo aveva continuato a rimanere a listino. Prima mini-monovolume della storia, la prima generazione della Twingo conquistò da subito i favori del pubblico grazie alla sua linea simpatica e anticonformista. Assai importante nel 1992 fu il titolo mondiale conquistato al termine del Mondiale di Formula 1 da Nigel Mansell, impresa che verrà ripetuta anche l'anno seguente.

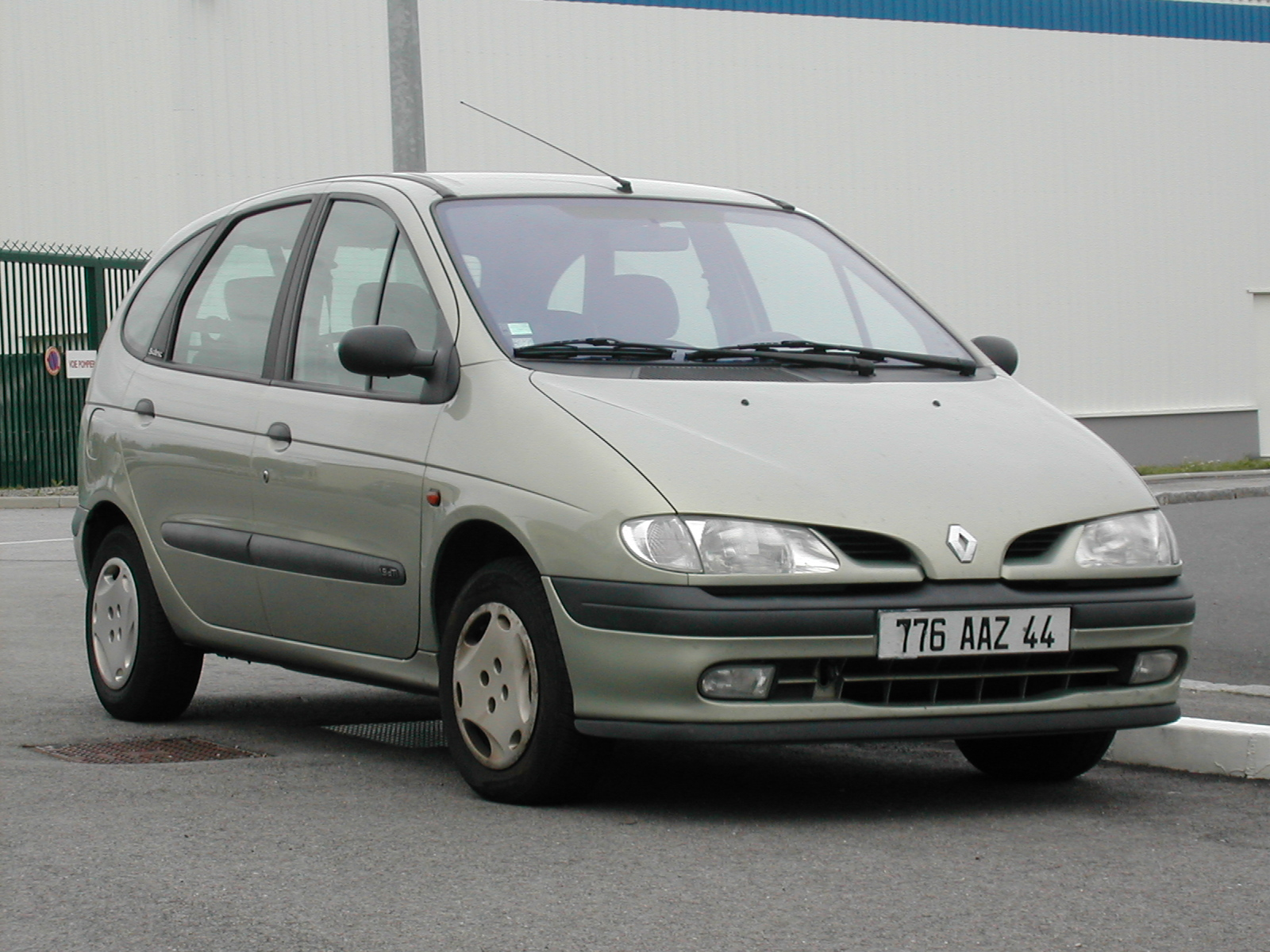
Una Mégane Scénic, prima monovolume europea di fascia medio-bassa.

Nel 1993, la Renault suggellò l'alleanza con la Volvo dando vita alla Renault-Volvo RVA, che avrebbe riunito la produzione delle automobili e quella dei mezzi pesanti di entrambe le Case. Il 1994, invece, vide lo Stato francese vendere il 27% delle sue azioni ad altri azionisti, riducendo al 53% la sua presenza nel capitale azionario della Renault. Nello stesso anno esordì la Laguna, destinata a sostituire l'ormai anziana R21. Il 1995 fu un anno assai significativo per la produzione automobilistica, poiché fu l'anno in cui esordirono le prime varianti della nuova gamma Mégane I, ossia la berlina a due volumi e un'inedita coupé denominata coach. La Mégane venne introdotta in sostituzione della Renault 19, lanciata già sette anni prima, ma rispetto a quest'ultima ebbe in programma di proporsi in numerose varianti di carrozzeria. Fu però solo nel 1996 che la gamma prese corpo e personalità con l'arrivo della Mégane Scénic, una inedita variante monovolume con la quale la Casa della Losanga riuscì a imporsi nei mercati europei in un segmento che fino a quel momento era rappresentato solo e unicamente dalla Mitsubishi Space Runner. Con questo modello, la Renault andò a porsi a metà strada fra la piccolissima Twingo e la grossa Espace, nel frattempo giunta alla sua terza generazione. Sempre il 1996 vide completarsi del tutto il processo di privatizzazione della Renault, mentre il marchio Alpine-Renault venne estinto poiché ormai carente di successi commerciali. Al suo posto, lo stabilimento di Dieppe mise a punto la Spider, un nuovo modello pensato principalmente per l'utilizzo in pista, anche se la vettura poteva essere tranquillamente utilizzata anche su strada. Il 1997 fu l'anno in cui esordì un quarto modello nato per fare dello spazio la sua carta vincente: disponibile anche in versione furgonata, la nuova Kangoo fu pensata anche per essere un'auto da tempo libero, oltre che un mezzo commerciale (in questa configurazione sostituirà il Renault Express su base R5). Sempre il 1997 vide l'arrivo di una nuova versione su base Mégane, ossia la versione cabriolet.

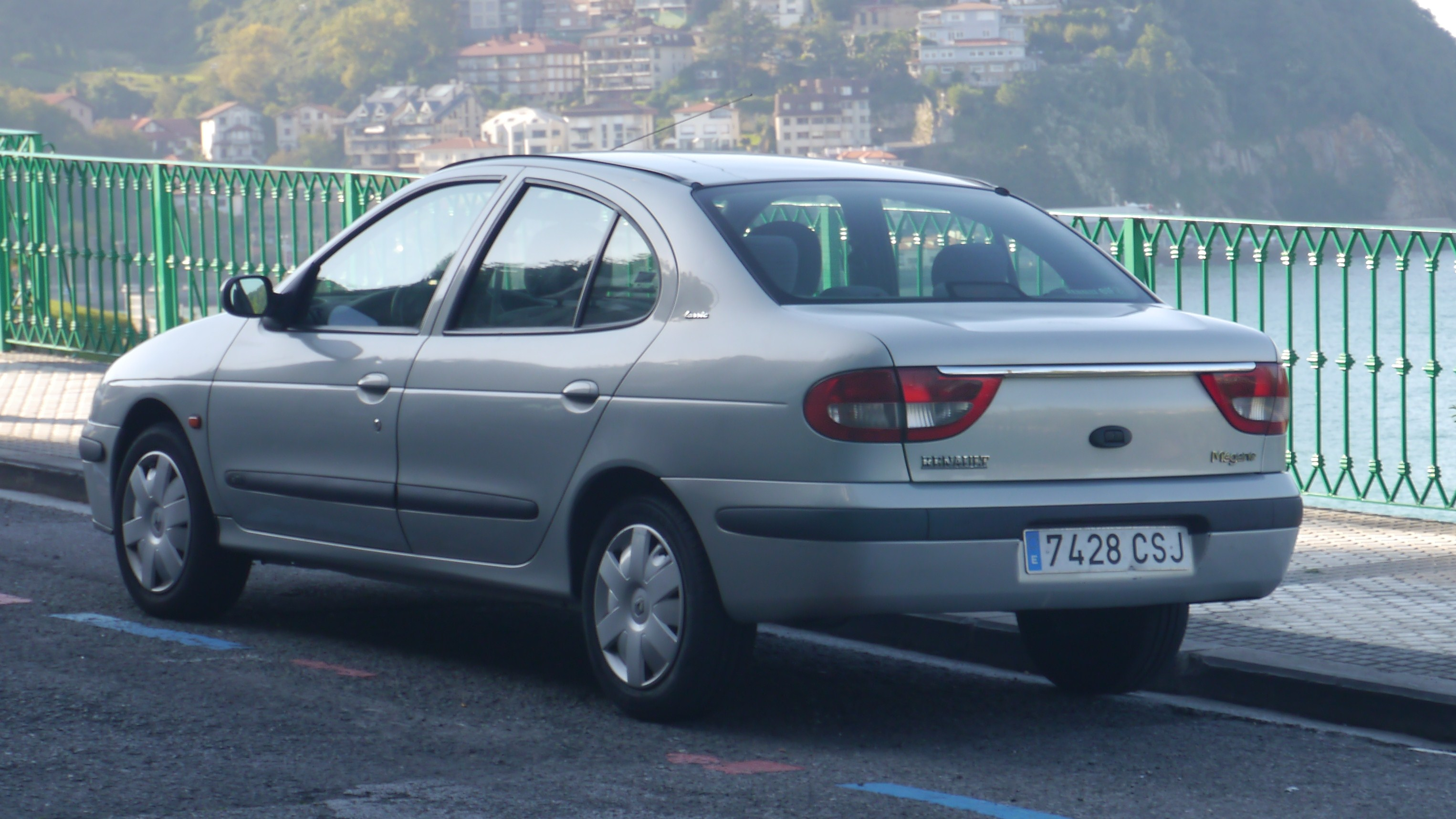
Una Mégane Classic.

Nel 1998 si festeggiarono i cent'anni di vita della Renault e venne aperto un nuovo centro di progettazione a Guyancourt, chiamato Technocentre. Quasi come una ciliegina sulla torta, la Renault riuscì proprio in quell'anno a superare il record degli 1,8 milioni di esemplari risalente alla fine del 1980. L'anno del suo centenario, la Casa della Losanga raggiunse 1.944.229 esemplari. Sempre nel 1998 venne introdotta la seconda generazione della Clio. dalle forme più tondeggianti. Nel 1999, il restyling occorso alla gamma Mégane fu l'occasione per effettuare un distacco della Mégane Scénic dal resto della gamma e ribattezzarla semplicemente Scénic, proposta anche in un'inedita variante off-road chiamata Scénic RX4. Sempre a proposito della gamma Mégane, nacquero due nuove varianti: la berlina a tre volumi chiamata Classic e la versione station wagon. Ma soprattutto, il 1999 fu l'anno della storica alleanza con la Nissan, un'alleanza che si rivelerà assai solida e prolifica negli anni a venire. Sempre in quell'anno la Volvo, fino a quel momento alleata della Renault, passò al gruppo Ford. Sempre nel 1999 la Renault rilevò completamente la Dacia, storico marchio romeno che dalla fine degli anni '60 produceva vetture su licenza Renault da vendere nel proprio mercato interno. Il 1999, e quindi anche il XX secolo, si conclusero per Renault andando a migliorare leggermente i dati di produzione annuale di autovetture, con 1.982.408 unità prodotte.

### Il nuovo millennio

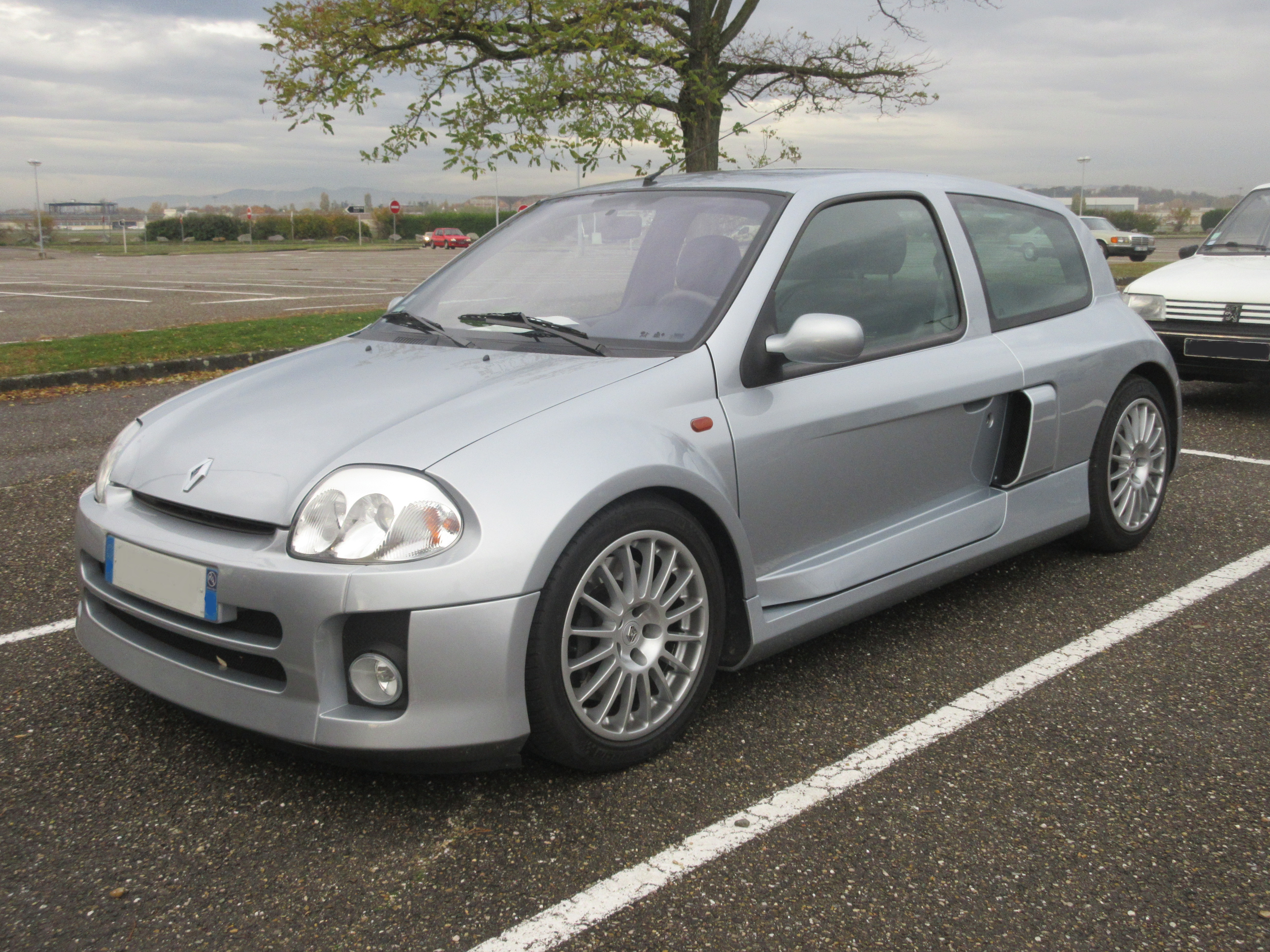
Una Clio V6.

Il 2000 si aprì per la Renault con numerose novità: innanzitutto venne stretta un'alleanza con il costruttore sudcoreano Samsung Motors, dando origine alla Renault-Samsung di cui anche Nissan faceva parte già da tempi precedenti. Per quanto riguarda la produzione, innanzitutto vi fu l'introduzione, nella gamma motori, del primo motore Diesel con tecnologia common rail, un'unità da 1,9 litri derivata dal vecchio 1,9 ormai in produzione da oltre dieci anni e che in quei primi mesi del nuovo millennio venne montata sotto il cofano della Mégane, della Scénic e della Laguna, la cui prima generazione era ormai prossima al pensionamento. E infatti, ecco che pochi mesi dopo tale novità venne presentata la seconda generazione della berlina medio-alta francese, con nuovi contenuti tecnologici e una linea molto più moderna. Sempre nel 2000 la gamma della Clio II venne completata con due varianti di punta destinate a entusiasmare gli animi più sportivi: la Clio RS sostituì la precedente Clio Williams con un modello spinto da un motore da 2 litri e 172 CV di potenza massima, mentre l'estrema Clio V6 con le sue forme assai muscolose rievocò la mitica R5 Turbo di vent'anni prima. La Clio V6 fu la prima e finora unica Clio stradale con architettura meccanica di tipo "tutto dietro", spinta da un vigoroso V6 da 2,9 litri con potenza massima di 230 CV. Il 2001 fu l'anno in cui venne lanciato un nuovo modello di rottura, ossia l'Avantime, una sorta di grossa monovolume a tre porte che la Casa definì con il termine Coupéspace. Le sue forme furono talmente fuori dall'ordinario da non convincere una clientela abituata a una maggior distinzione tra segmenti di mercato. Questa vettura non conoscerà il successo sperato e verrà tolta di listino dopo appena due anni di commercializzazione. Una sorte simile toccherà a un altro modello alto di gamma, ossia la Vel Satis, lanciata nel 2002 dopo una prima presentazione avvenuta un anno prima e destinata a sostituire la Safrane, ma che verrà anch'essa penalizzata da un design troppo fuori dalle righe per essere facilmente assimilato da una clientela i cui gusti continuavano a essere piuttosto sobri e tradizionalisti.

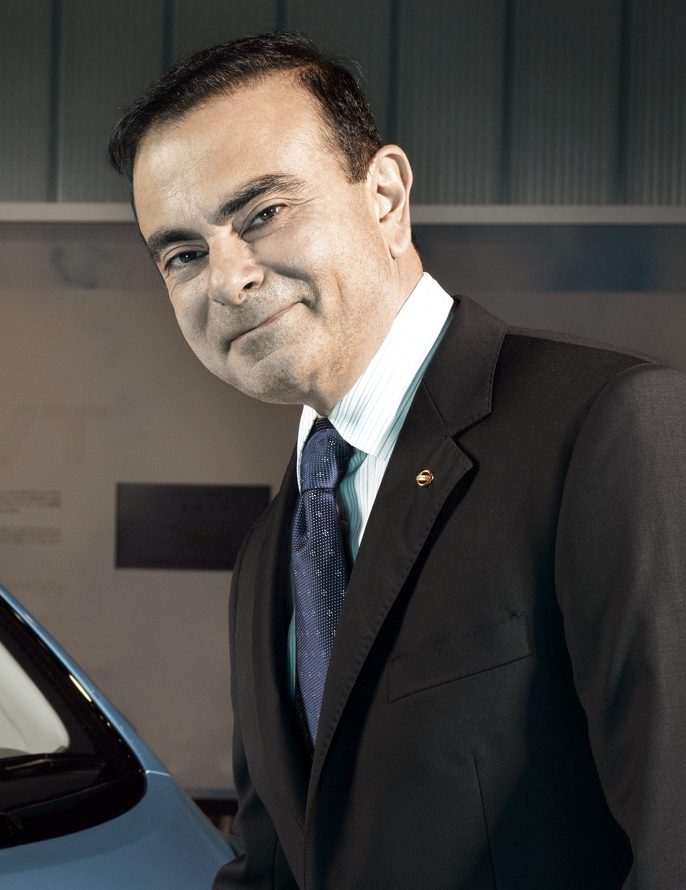
Carlos Ghosn, dal 2005 CEO del gruppo Renault-Nissan.

Proprio nel 2002 i rapporti fra Renault e Nissan si fecero più stretti, con la Casa della Losanga che rilevò il 40% del pacchetto azionario Nissan, mentre quest'ultima rilevò a sua volta il 15% delle azioni Renault. Lo Stato francese, dal canto suo, ancora detentore del 37,8%, cedette ad altri azionisti il 10,7% per percepire un'entrata di 1,5 miliardi di euro nelle casse erariali. Vennero fuori i primi frutti delle sinergie con la Nissan, vale a dire principalmente i motori, tra cui il V6 da 3,5 litri e il 2 litri Diesel, entrambi di progettazione giapponese. A partire dall'alba del nuovo millennio, praticamente tutti i motori Renault verranno condivisi con la Nissan. Anche una nuova piattaforma venne condivisa fra i due costruttori, vale a dire quella di segmento C, sulla quale venne realizzata la seconda generazione della Mégane, lanciata anch'essa nel 2002 e su cui prenderà forma anche la Scénic II l'anno seguente. Sempre al 2002 risale il lancio della Espace IV, non più prodotta in collaborazione con la Matra, ma di esclusiva fabbricazione Renault. Nel 2005 il presidente Louis Schweitzer lasciò il suo incarico: il suo posto verrà preso da Carlos Ghosn, vulcanico presidente e amministratore delegato dell'intero gruppo Renault-Nissan che darà un'accelerazione decisa ai piani produttivi delle due Case. E si arriva così al dicembre 2007, quando la Renault siglò un accordo commerciale e industriale con l'AvtoVAZ di Togliatti. In base a tale accordo, la Renault avrebbe rilevato il 25% del capitale azionario del costruttore russo entro il giugno dell'anno seguente. Nei progetti della Renault vi fu quello di accrescere la sua penetrazione nel mercato russo dall'8% al 40%. Nel 2009 venne annunciato l'avvio del programma Z.E., volto alla produzione di vetture a trazione elettrica. Per quanto riguarda la produzione automobilistica, la seconda metà del decennio vide fra l'altro il lancio della terza generazione della Clio, ma anche della Mégane e della Laguna. Non fu rimpiazzata invece la sfortunata Vel Satis, sintomo questo di una cronica incapacità della Casa francese a sfondare nel settore delle vetture di fascia alta. L'ultimo a riuscirci fu lo storico patron Louis Renault prima della guerra. Altri modelli degni di nota furono la Scénic III e la Fluence, frutto delle sinergie con la Renault-Samsung, in pratica un modello Samsung riproposto in Europa e in alcuni altri Paesi come la Turchia, ma con marchio Renault.

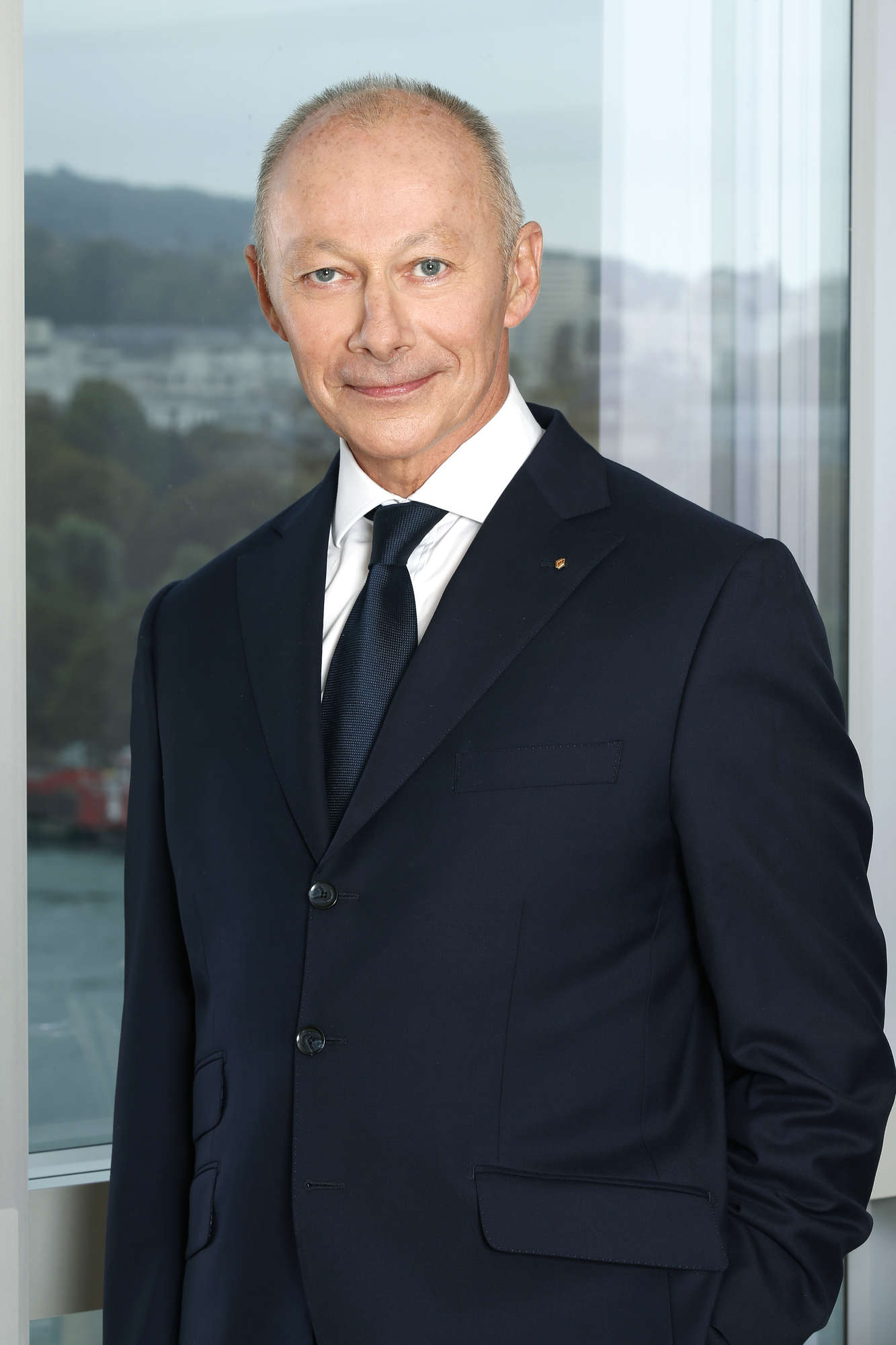
Thierry Bolloré, dal 20 novembre 2018 direttore generale ad interim del gruppo Renault-Nissan-Mitsubishi.

Nel 2010 viene avviata una partnership con la Daimler AG, allo scopo di ridurre ulteriormente i costi di produzione: tale collaborazione ha previsto il passaggio del 3,1% di Renault e del 3,1% di Nissan al colosso tedesco, mentre viceversa, Renault e Nissan ricevettero ciascuna l'1,55% del capitale della Daimler AG. Tale collaborazione è stata pensata per agevolare la progettazione di vetture elettriche e la condivisione di motori, e avrebbero interessato fra l'altro anche i marchi Infiniti (brand di lusso della Nissan) e Smart (marchio della Daimler riservato a superutilitarie). Tra il 2011 e il 2012, la Kangoo e la stessa Fluence vennero anche commercializzate in versione elettrica come sviluppo del programma Z.E.. Sempre nel 2012 vi fu il lancio della compatta Zoe, anch'essa elettrica ma con carrozzeria inedita. Intanto, il crescente trend di un mercato sempre più orientato ai crossover-SUV, spinse la Casa della Losanga a progettare e commercializzare nuovi modelli di tali fasce di mercato. E così, ecco che fra il 2013 e il 2016 vennero lanciati tre nuovi modelli: la Captur, la Kadjar e la Koléos II. Nel 2016 la Nissan entra per il 34% nel capitale della Mitsubishi, dando origine all'alleanza Renault-Nissan-Mitsubishi, con Ghosn ancora alla testa dell'intero gruppo. Tutto mentre il gruppo franco-nipponico ha dovuto far fronte anche alle indagini delle autorità per lo scandalo "Dieselgate" esploso alla fine del 2015 interessando direttamente il gruppo Volkswagen, ma a partire dal quale gli inquirenti volevano controllare anche che altri costruttori non avessero utilizzato metodi illegali per il rilevamento delle emissioni inquinanti. Renault, Nissan e Mitsubishi uscirono pulite dall'indagine. Alla fine del 2017, il gruppo Renault-Nissan-Mitsubishi è diventato il secondo costruttore al mondo, alle spalle del gruppo Volkswagen e davanti alla Toyota e alla General Motors. Nello stesso anno viene riesumato il marchio Alpine per commercializzare una nuova sportiva progettata in collaborazione con la Caterham, anche se il costruttore inglese abbandonerà tale collaborazione non molto tempo dopo. Tale sportiva farà la sua comparsa nei listini solo durante il 2018. Alla fine dello stesso anno la doccia fredda: Carlos Ghosn viene arrestato a Tokyo il 19 novembre per illeciti finanziari e per aver utilizzato fondi appartenenti alla Nissan per il proprio tornaconto. Al suo posto, viene nominato direttore generale ad interim Thierry Bolloré, già direttore generale aggiunto dal mese di febbraio.